# Библиотека Српске академије наука и уметности
Библиотека САНУ је јединица у саставу Српске академије наука и уметности. Њеним радом руководи управник којег именује Председништво САНУ из редова чланова САНУ. Библиотека има Стручни савет у чији састав улазе представници свих одељења САНУ и управник Библиотеке.
Библиотека САНУ установљена је у Друштву српске словесности 7. новембра 1841. године. Почела је с радом 14. јуна 1842. године, када је прве књиге поклонио Димитрије Тирол, а за библиотекара одређен Константин Богдановић.
Књижни фонд Библиотеке садржи око 1.500.000 књига, часописа и других штампаних и електронских издања из свих области науке и уметности. Од свих библиотека у Србији, Академијина библиотека поседује највећу збирку страних књига, а процењује се да је према величини књижног фонда четврта библиотека у Србији. Фонд је највећим делом настао разменом са страним научним установама. Библиотека нема обавезни примерак, али размењује издања са око 700 академија, универзитета и сродних институција у земљи и иностранству. Библиотека своје збирке увећава и откупом, поклонима и куповином па се годишње фонд увећа за око 6.000 публикација.
Рад Библиотеке организован је у шест одељења: Одељење за набавку и размену публикација, Одељење за обраду публикација, Одељење старе и ретке књиге и посебних фондова, Одељење библиотечких фондова и техничких послова, Одељење за информације и услуге читаоцима и Библиографско одељење.
Значајан део фонда Библиотеке представљају посебне библиотеке и збирке. Збирку старих и ретких издања чини 3.500 наслова. У 40 посебних библиотека налази се око сто хиљада публикација, док посебну целину чине књиге из библиотеке Вука Караџића. У оквиру Библиотеке налази се и фототека у којој се чува око 10.000 фотографија чланова САНУ и њених претходница.
Библиотека прикупља документацију о члановима Академије од 1841. до данас. Израђује периодичне и јубиларне библиографије академика, преглед издања САНУ, каталоге и друга издања. Редовно приређује изложбе поводом јубиларних годишњица.
Електронска обрада публикација започета је 1990. године. Од 2012. године Библиотека активно учествује у стварању узајамног електронског каталога Србије у систему COBISS. Законом је одређена за једног од пет носилаца јединственог библиотечко-информационог система Републике Србије.
Преко пројекта КоБСОН (Конзорцијум библиотека Србије за обједињену набавку) у Библиотеци је доступно више од 35.000 страних научних часописа и књига у електронском облику.
У Библиотеци САНУ се прикупља документација о свим члановима САНУ од 1841. године до данас. Документација обухвата податке о члановима, од фотографије и потписа, преко реферата за избор у чланство, до биографије и библиографије. У документацији се чува и литература о члановима као и друга документација у вези са њиховим животом и радом. На основу тих података могуће је припремити различите публикације и текстове о САНУ и њеним члановима. Та грађа је доступна корисницима у просторијама Библиотеке САНУ.
Трибина Библиотеке основана је 1991. године с циљем да се представе нове књиге академика и нова издања САНУ и њених института. Годишњак Трибине излази од 2013. године.
Библиотека има општу читаоницу и читаоницу за чланове САНУ. Учлањење је бесплатно. Грађа је доступна за рад искључиво у читаоници, а могуће је фотокопирање, скенирање и фотографисање. Читаоцима су на располагању рачунари за претрагу електронских база и читач микрофилмова. Просторије за рад са корисницима реновиране су почетком 2017. године.

## Историјат
Темељ Библиотеке постављен је у Друштву српске словесности (ДСС), чији су настављачи у даљем току историје били Српско учено друштво (СУД), Српска краљевска академија (СКА), Српска академија наука (САН) и Српска академија наука и уметности (САНУ). У истом следу и у складу променама тих назива, стасавала је данашња Библиотека САНУ (БСАНУ).
Почела је да се развија као научна библиотека у Кнежевини Србији. Опредељење ѕа оснивање Библиотеке афирмисао је конкретним деловањем Димитрије Тирол. Тирола је пратио глас великог књигољупца који је схватао значај библиотека и обилато их помагао. Био је први дародавац књига и истицао се међу чланством Друштва српске словесности пионирским напорима у обликовању набавне политике Библиотеке.
Независно од Тироловог ангажовања око прикупљања књига и рукописа, истакнути чланови Друштва српске словесности настајавли су да пронађу целисходно и дуготрајно решење за Библиотеку. Чланови друштва сматрали су да би најцелисходније било да се оснује „једна, али знаменита Библиотека” која би „Српство озарила, ово Друштво помогла у достизању његовог циља”.

### Библиотека у Друштву српске словесности
Друштво српске словесности престало је са радом у августу 1842. године, након одржаних осам седница. Кнез Михаило Обреновић напустио је Србију и на власт је дошао кнез Александар Карађорђевић. Након династичке смене Друштво је у августу 1844. године наставило са радом и окренуло се у потпуности успостављању сопствене Библиотеке.
У Србији тог доба књиге су биле ретке и вредне, с обзиром на неразвијено тржиште и мали број књига штампаних у земљи. Оснивање Библиотеке додатно су отежавали ниска стопа писмености становништва, слаб поштански саобраћај, цензуре и променљиве политичке прилике. У настојању да савлада поменуте потешкоће, Друштво је велики ослонац имало у својим редовним и коресподентним члановима, као и научним и културним друштвима европских, пре свега словенских народа. Истакнуту улогу у обављању библиотечких послова имао је секретар, који је водио набавку, размену и евидентирање књига и решавао административне и друге препреке у промету књига.
Новим Устројењем, које је Друштво српске словесности усвојило у јануару 1846. године, није био предвиђен библиотекар, већ само председник, потпредседник, секретар, казначеј (благајник) и чланови. Дужност вођења протокола примања и издавања књига припала је казначеју, а неколико године касније прешла је на секретара. Установљено је звање „руковатеља књиге” или манипуланта, за лице које би водило бригу о слању и продаји књига које ће Друштво издавати. Ту дужност је до 1849. године обављао почасни члан Глигорије Возаровић, након чега су сви послови манипуланта и казначеја прешли на секретара. На дужности секретара ДСС смењивале су се од 1844. године значајне личности српске културне историје: Јован Стејић, Константин Бранковић, Исидор Стојановић, Коста Цукић, Гаврило Поповић, Ђорђе Ценић, Сергије Николић, Панта Јовановић, Ђорђе Малетић, Ђура Даничић, Јевтимије Аврамовић и Алимпије Васиљевић.
Секретар је био задужен за „књижницу” и друге драгоцености Друштва. Повремено су образоване комисије да провере да ли је сав инвентар на броју. Све до 1852. године, у извештајима о примопредаји имовине од једног секретара другом, као и у извештајима о поклонима, нису биле одвајане књиге од друге имовине. Постепено су почели да се раздвајају поклони за „хранилницу стари рукописа и натписа“ од поклона за „књигохранилницу“, односно „књижницу друштвену“. Списак архивских принова се од 1854. године водио као „Списак докумената и други писмени старина које је Друштво Србске Словесности у [...] години добило“, док су се приновљене књиге евидентирале у посебан „Списак књига које је Друштво Србске Словесности у [...] години добило“. Сличан поступак примењивао се при евидентирању старог новца и друге имовине. Питање давања књига и рукописа на читање покренуто је већ 1851. године, када је решено да се штампана дела могу давати на реверс, док се за рукописе Друштво сваки пут мора консултовати.
По свом оснивању Друштво српске словесности претежно је набављало књиге филолошке садржине, јер му је основни задатак био рад на језику и развијању наука. Када је након неколико година пренело тежиште свога рада на историјска, правна, природњачка и друга истраживања, оно је све више прикупљало рукописне и штампане књиге, историјска документа и грађу у вези са животом и историјом Срба и Словена уопште.
Почетну збирку књига ДСС је оформило готово искључиво од поклона. Дародавци су били редовни и кореспондентни чланови Друштва, али и сви они којима је било стало до духовног сабирања и уздизања Србије. Од 1849. године Друштво је почело да купује књиге према утврђеном плану. Обзнанило је да жели да набави старије и ређе српске књиге издате до 1820. године и упутило позив „србским родољубима“ да се одазову и јаве „ко какву књигу има и по којој цени би је Друштву уступио“. Помиње се да је до јуна 1850. године седам српских „књижица“ откупљено „за три цванцига“, али њихови наслови нису остали забележени. Средином 1851. године од Милоша Поповића откупљено је још осам књига: Совершенъ вінодěлацъ (1816), Ключићь у мое Землеописаніе (1804), Новый Плутархь (1809), Искúснłі подрúмарь (1783), О самости (1809), Привěствователная книжица за премилу и прелюбезну сербску юность (1809), Зерцало супружества (1808) и Слово в’ пред избранíе (1791). То су први забележени наслови књига купљених за ДСС.
Многи кореспондентни чланови ангажовали су се да набаве књиге које би биле од користи за Друштво. Један од најактивнијих био је прота дубровачки Георгије Николајевић. Њему је Јован Гавриловић писао 1851. године о потреби сакупљања рукописа и старих књига важних за историју Срба у Далмацији, Дубровнику и Боки, са молбом „да се интересује и нађе људе“. Николајевић се прихватио задатка, послао нове бројеве Србско-далматинског магазина, копије два Карађорђева писма из 1808. године, обавестио да се код неког фратра у Дубровнику налази важна библиотека на продају. Друштво га је опуномоћило да купује „стародревности“ у вредности до 500 форинти.
Чланови Друштва били су обавештени о новообјављеним књигама у другим земљама и настојали су да их набаве. Јован Гавриловић је у новембру 1851. године предложио да се набави књига Chronicon Nortmannorum, објављена те године у Хамбургу на латинском језику, а Сергије Николић је 1852. препоручио да се набави књига Вѣкь Болгарскаго цара Симеона, која је исте године штампана у Санкт Петербургу. О већим откупима одлучивале су комисије. Комисија, коју су чинили Јанко Шафарик, Алекса Вукомановић и Милован Јанковић, решавала је у јануару 1855. године питање откупа библиотеке чешког лингвисте Јозефа Јунгмана. Након преговора са породицом одустало се од куповине, јер Друштво није било заинтересовано за читаву библиотеку, већ само за неке њене делове.
За историју Библиотеке значајне су године када је Ђура Даничић обављао дужност секретара Друштва (1857–1861), због уређивања њене набавке и рада на текућој српској библиографији. Он је 1856. године именован за управника Народне библиотеке при Попечитељству просвештенија. Набавна политика коју је дефинисао за Народну библиотеку важила је и за ДСС. Сходно тој политици, Друштво је требало да прикупља сваку српску књигу и сваку књигу која се односи на српски народ писану на било ком језику. У извештају из 1858. године, комисија за преглед имовине Друштва, у којој су били Сава Сретеновић и Милан Ђ. Милићевић, оцењује да Даничић „није пропустио и Друштвену Библиотеку уредити по најбољој системи“, уз образложење да се свака књига може лако наћи, јер су књиге „подељене по наукама и тако су им и каталози начињени“.
Фонд књига је, осим поклонима и куповинама, увећаван и сопственим издањима. Друштво српске словесности објавило је 17 бројева Гласника ДСС. У овом часопису Друштво је извештавало о својој делатности и објављивало радове према „назначеним предметима“. У првом броју објављена је грађа за „називословни речник“, која је проистекла из нормативног рада Друштва на терминологији. Гласник је био огледало борбе за реформу језика која се водила између поборника и противника Вукове реформе. Од другог броја Гласника приметан је већи број прилога с историјском садржином. Друштво је објавило и 18 монографских публикација литерарног, историографског и општенаучног садржаја, које су имале необично високе тираже за оно време. Примера ради, Дěловодный протоколъ Кара-Ђорђа Петровића (1848) и Србска граматика Петра Нинковића (1848) штампани су у по 500, Часови благоговěнія (1848) у 2.000, а Разговори за образованѣ срца и душе Гаврила Поповића (1845, 1849) у чак 8.000 примерака.
Захваљујући својим издањима, ДСС је стицало добар глас у научним круговима, што му је омогућило да по моделу других европских научних друштава тога доба ступа у везу са сличним установама у иностранству. Одмах по објављивању, прва свеска Гласника послата је у октобру 1847. године словенским књижевницима и „ученим дружинама Славенским у Петербургу, Москви, Одеси, Харкову, Прагу, Загребу, Пешти, Новом Саду“, како би се они подстакли на узајамност. На адресу Друштва почели су да стижу предлози за сарадњу кроз размену публикација. У новембру 1850. године Императорско археолошко друштво у Санкт Петербургу послало је свој устав и изразило жељу да ступи у везу са ДСС. То је прихваћено и тако је успостављена прва званична сарадња са једном иностраном установом. У априлу 1851. године стигло је из Загреба писмо с обавештењем да је под покровитељством бана Јелачића основано Друштво за повестницу и старине Југославена, које ће свој часопис Arkiv za pověstnicu jugoslavensku и остала своја издања „уредно пошиљати препоручујући се у пријатељну узајамност“. И овај предлог за сарадњу је прихваћен. Заузврат су послате прве три свеске Гласника ДСС и Дěловодный протоколъ Кара-Ђорђа Петровића.
Матица српска, након што је поклонила Сербскій лěтописъ, „прву част“ за 1850. годину, наставила је редовно Друштву да шаље свој часопис. Са своје стране, Друштво је донело одлуку да од сваког издатог наслова шаље по један примерак Матици српској, али су политичке прилике и забране то осујећивале. Друштво је успело да пошаље 1855. године неколико бројева Гласника ДСС Матици српској преко земунског књижара и штампара Игњата Сопрона. Размена издања између ове две водеће националне културно-просветне установе усталила се након 1857. године.
У наредних неколико година ДСС успоставља размену издања са многим угледним европским и светским научним установама. Предлог за успостављање сарадње са Императорским казањским универзитетом прихваћен је 1852. године. На иницијативу Јосифа Панчића, ДСС 1855. године позива на „књижевну узајамност“ Царску академију наука у Бечу, Пруску академију наука у Берлину и Мађарску академију наука у Пешти, слањем свих до тада објављених бројева Гласника. Све ове академије одговориле су на позиве за размену и почеле да шаљу своје научне публикације. Исте године успостављена је размена са Краљевском баварском академијом наука у Минхену. По предлогу Алексе Вукомановића, ДСС 1857. године упућује позив Царској академији наука у Санкт Петербургу и Руском императорском друштву за историју и старине руске у Москви за ступање у „књижевну свезу“, што су обе установе прихватиле. У Известију за 1857. годину, Друштво је објавило да има размене са 10 академија и књижевних друштава: Царском академијом наука у Санкт Петербургу, Господарским друштвом Хрватским, Славонским и Далматинским, Краљевском пруском академијом у Берлину, Краљевском баварском академијом у Минхену, Царском академијом у Бечу, Мађарском академијом у Пешти, Царским географским друштвом у Санкт Петербургу, Друштвом за повестницу југославенску у Загребу, Матицом Лужичких Срба у Будишину и Матицом српском у Пешти.
Сарадња ДСС са научним друштвима у Сједињеним Америчким Државама отпочела је 1859. године успостављањем веза са Смитсоновим институтом у Вашингтону, који је послао све бројеве свог часописа Smithsonian Contributions to Knowledge. Исте године Друштво је ступило у везу са Географским друштвом у Бечу и Матицом илирском у Загребу, а наредне године, поново уз ангажовање Јосифа Панчића, са Друштвом за природне науке у Шербургу. Поред редовних размена, ДСС шаље на молбу своја издања као поклон појединцима и установама у земљи и у свету.
Неговање сарадње на размени књига изискивало је знатно ангажовање секретара и чланова ДСС. На основу молбе коју је 1848. године упутило Попечитељству просвештенија, Друштво је издејствовало да бесплатно шаље своја издања државном поштом. Међутим, у Србији је и даље била на снази забрана из 1832. године да се не уносе књиге штампане Вуковим правописом, док је у Аустрији од 1849. године важила забрана уношења књига из Србије. За сваки број Гласника ДСС била је потребна посебна дозвола Генералног аустријског конзулата за Србију. Делимична дозвола добијена је 1855. године, када су у Аустрију могле да се унесу 2, 3, 4, 5. и 6. свеска Гласника. Прва свеска Гласника била је због једног чланка забрањена пре 1849. године и годинама није дозвољено да се она унесе у Аустрију. Царској академији наука у Бечу недостајала је једино та свеска и 1857. године је тражила од ДСС да је пошаље. Друштво је настојало, преко Попечитељства просвештенија, да добије од аустријских власти допуштење да се први број Гласника ДСС пошаље Царској академији у Бечу, као и Архиви и Библиотеци Млетачке републике, али је коначна забрана укинута тек 1861. године.
Књиге су могле да се размењују само преко одређених личности или књижара. Слање и примање књига из Русије обављало се искључиво преко протојереја Михаила Федоровича Рајевског, дугогодишњег свештеника при Руској амбасади у Бечу, или преко Николаја Мухина, чиновника исте амбасаде. Када је Друштво успоставило размене са Баварском академијом наука у Минхену, Краљевском академијом наука у Берлину и Царском академијом наука у Бечу, слало је своја и примало издања тих институција преко књижара Сопрона. Од средине шездесетих година комисиону продају Гласника, као и посредничке послове за Друштво, преузео је београдски књижар и издавач Велимир Валожић који је пословао у целој Србији и са Новим Садом, Сомбором, Суботицом, Будимпештом, Бечом, Прагом, Берлином. Трговина књигом и поштански саобраћај почели су нешто боље да функционишу шездесетих година. Ипак, Јосиф Панчић и Милан Кујунџић морали су и крајем седамдесетих година да интервенишу код државних органа како би се књиге могле лакше и брже достављати.
Од свог оснивања Друштво је са свим стварима било смештено у једној соби Лицеја. Због скученог простора је у јануару 1856. године упутило молбу Попечитељству просвештенија да му додели неку кућу у којој би држало заседања и сместило књиге, рукописе и осталу имовину. Попечитељство је одлучило да ДСС пресели у кућу трговца Ваје Илића у Абаџијској чаршији. Ради пресељења, одређено је да чланови Сергије Николић, архимандрит Гаврило (Поповић), Панта Јовановић и секретар Ђорђе Малетић „библиотеку и архиву Дружствену у ред доведу“. Они су с јесени 1856. године поднели извештај „да су књижницу уредили и да се у истој налази свега 675 комада књига, на реверс издани 11, а у дупликатима 34“. Књиге су том приликом разврстане по језицима и пописане, при чему је највећи број био на српском (174), руском (135) и немачком језику (98).
Друштво српске словесности је након неколико година још једанпут променило адресу. Са целокупном својом имовином оно је 1862. године пресељено у здање Министарства просвете. Јанко Шафарик је у својству потпредседника тада тражио да се начини „један прост орман“ за смештај књига.

### Библиотека у Српском ученом друштву
Кнез Михаило Обреновић издао је 29. јула 1864. године Највиши Књажевски Указ, којим је Друштво српске словесности „преображено“ у Српско учено друштво. Рад СУД је организован унутар четири одсека: за науке моралне, језикословне и литерарне; за науке природословне и математичке; за науке историјске и државне; за вештине (уметности). Овакво уређење погодовало је уобличавању научне библиотеке.
Према формулацији члана 54 Устројства Српског ученог друштва „Дружтвена библиотека и збирке саставни су део народне библиотеке и музеа“. То је било само формално опредељење, јер се о својим збиркама Друштво и даље самостално старало. Милан Ђ. Милићевић примио је печат и архиву, а Јанко Шафарик рукописе и књиге претходног Друштва. Оснивањем СУД, послове секретара и благајника, а самим тим и библиотекара, преузео је Јанко Шафарик, који је од 1861. године био на положају управника Народне библиотеке. Шафарик је своју улогу предано обављао, старајући се о томе да фонд увећа куповином и разменама.
Развој Библиотеке у периоду СУД значајно је обележило постављање Стојана Новаковића за секретара Друштва у јануару 1867. године. Новаковић се, након Ђуре Даничића и Јанка Шафарика, нашао у истим улогама – да истовремено буде секретар Друштва и управник Народне библиотеке. Већ у мају 1867. године обавестио је министра просвете да је управа Друштва наредила „да се напуштена библиотека доведе у ред“ и „да се за библиотеку Друштвену набављају све књиге српске“. Истовремено га је замолио да нареди да се Друштву убудуће бесплатно шаљу сва издања Државне штампарије, као и њена ранија недостајућа издања по приложеном списку. Министар је удовољио тој молби.
Новаковић је организовао да се инвентаришу књиге Српског ученог друштва. Од 1867. године ангажовани су гимназисти и студенти на преписивању протокола, писама и разних других аката, као и на изради библиотечког инвентара. Лаза К. Лазаревић, познати писац српског реализма, а тада ученик 6. разреда гимназије, континуирано је током неколико година радио на том послу. Бројне признанице потписане његовом руком сведоче о пријему новца за сређивање Библиотеке. У периоду од 1869. па све до 1876. године, исти посао за Српско учено друштво обављао је повремено Милован Глишић, још један познати писац српског реализма, тадашњи гимназијалац и потоњи студент технике. На овим пословима радили су и други млади интелектуалци.
По доласку Стојана Новаковића за секретара СУД, књиге су куповане за Библиотеку по још прецизније утврђеном плану. Језгро набавке чиниле су српске, хрватске и друге словенске књиге, а потом и књиге на другим европским језицима које су стизале разменом. Принципи набавне политике које су успоставили Даничић у ДСС и Новаковић у СУД допринели су да се значајно подигне ниво националне и славистичке литературе у збирци.
Српско учено друштво сарађивало је са многим књижарима из Србије и Аустроугарске које су, с једне стране комисионо продавали и дистрибуирали издања СУД, а са друге стране набављали књиге потребне Друштву. Поред већ споменуте сарадње са Велимиром Валожићем, књиге су куповане и од других књижара. Само код београдског антиквара Ђорђа (Ђуре) Ђурића, купљено је од 1868. до 1871. године више стотина књига. Од априла 1867. године Друштво је систематски куповало „литерарне хрватске производе“ од загребачког књижара Светозара Галца. Галац је комисионо продавао Гласник СУД у Загребу и сматрао себе неком врстом заступника Друштва, што је истакао на меморандуму своје фирме. Овај књижар је од 1862. године продавао књиге ДСС у Загребу, уз договор да шаље Друштву новац или „само оне рватске књиге које оно буде захтевало“. Од њега је током 1867. године купљено близу 300 наслова књига. Сачуван је списак Стојана Новаковића „Хрватске књиге од 1868. које би требало да се набаве за библиотеку Српског ученог друштва“, у ком су, поред осталих, наведени следећи наслови: Istočno pitanje i Hrvati Еугена Кватерника, Naše pravice Богослава Шулека, Zemlјopis austrijskih zemalјa Петра Матковића. Од 1868. године Новаковић је преговарао са књижарама Фрање Жупана и Леополда Хартмана о истој ствари. Након што је 1866. године у Загребу основана Југославенска академија знаности и умјетности (ЈАЗУ), Друштву су почела да стижу издања ове установе. Њен секретар, Ђура Даничић, послао је 1867. године први број Rada Jugoslavenske akademije znanosti i umjetnosti и замолио да и „славно учено дружтво србско изволи слати своје књиге“.
Стојан Новаковић се интензивно бавиo библиографским радом. Сматрао је да су ваљано израђене библиографије претпоставка за проучавање историје књижевности. Набавна политика коју је креирао у Библиотеци СУД и у Народној библиотеци, омогућила му је израду капиталних библиографија. Тако је, пре свега, настала Српска библијографија за новију књижевност: 1741–1867, коју је 1869. године објавило Српско учено друштво. За израду ове библиографије Новаковић је користио „најбоље колекције књига за новију књижевност српску“ Народне библиотеке и Српског ученог друштва, јер, како је навео, „бољих и већих колекција тешко да још гдје има тако на окупу“. Одвојио је библиографију старијег и новијег периода наше књижевности, јер је сматрао да „библијографија српска и хрватска у цјелини имају два главна дјела: стари и нови период, али посве различан један од другога“. Након израде ове велике библиографије, Новаковић је за период од 1868. до 1876. године наставио да води библиографију на сличан начин како је то раније чинио Ђура Даничић. Штампао ју је у осам наставака између 1869. и 1878. године у Гласнику СУД под насловом „Библијографија српске и хрватске књижевности: с додатком онога што су странци о нама писали“. Таква обухватност није одликовала библиографије српске и хрватске књижевности које су након тога објављиване у овом часопису.
Доследно подели српске књижевности на старији и новији период, Стојан Новаковић је издвојио у оквиру књижне збирке СУД старе српске рукописне и штампане књиге. Концепцију о потреби издвајања књига старијег периода потврђује Новаковићево писмо Илариону Руварцу од 21. септембра 1870. године, у којем га он саветује „како се библијотеке уређују и у реду држе“. Књиге би у библиотекама, по његовом мишљењу, требало да буду разврстане у три одељка, која чине рукописи и књижевне старине, српска новија књижевност и општа светска књижевност.
Рукописне и штампане књиге „старе српске књижевности“ стизале су у Друштво поклоном или су набављане куповином. Ради откупа таквих књига образоване су комисије. У октобру 1870. године комисија, коју су чинили Јанко Шафарик, Нићифор Дучић и Стојан Новаковић, имала је задатак да прегледа вредну збирку Гаврила Витковића понуђену на продају. У њој су била 22 стара рукописа и 10 књига из старих српских млетачких штампарија. Комисија је препоручила Историјском одсеку СУД да их све откупи за „друштвену књижницу старе српске књижевности“, што је и учињено. Већина наслова из тог и сличних откупа чува се данас у Старој збирци Архива САНУ.
Ред који је Новаковић успоставио у Библиотеци обухватао је смештај књига и часописа у одговарајуће ормане и штампање реверса за њихово издавање на позајмицу. Он је 1868. године предложио да „за потребу библиотеке ваља начинити још један орман за књиге, један раф за књиге и новине, и један столић, на ком ће стајати каталози и пописи књига друштвених“. Збирка је 1869. године имала око 2.000 наслова у преко 4.500 свезака, а тај број се у наредних десетак година удвостручио. У годишњим извештајима су, као и раније, брижљиво бележени наслови књига и часописа који су пристизали као поклон или на основу размене.
Највећи дародавац Српском ученом друштву био је Јован Гавриловић, његов председник од 1864. до 1868. године. Гавриловић је поклањао Друштву разноврсну грађу, међу којом су Босански вјестник – први српски лист у Босни штампан ћирилицом и Вуковим правописом 1866/1867, старе мапе и фотографије. У марту 1868. године даровао је личну библиотеку, која се састојала од 232 наслова у 327 књига и прокламација и била највећи до тада учињени поклон. Српско учено друштво доделило му је захвалницу за дар који се одликовао „реткошћу и избором“. Поврх свега тога, Гавриловић је 1871. године поклонио Друштву Вертхајмову касу, како би имало где да чува своје реткости, након што је министар просвете годину дана раније негативно одговорио на молбу да се таква каса набави.
Број иностраних установа са којима је Српско учено друштво размењивало своје публикације непрекидно се увећавао. Сарадња је успостављена са Московском духовном академијом, Књижевним друштвом из Софије, Румунском академијом наука, Кијевским природњачким друштвом, Универзитетом из Упсале, Британским музејом, Конгресном библиотеком. Такође, Друштво је наставило да поклања своја издања књижевним друштвима, гимназијама, читаоницама. Од 1883. године слало је своја издања Библиотеци Текелијиног завода у Будимпешти, а од 1885. године новооснованом Друштву слависта на Бечком универзитету, чији је циљ био да помаже студентима у изучавању словенске филологије.
Српско учено друштво било је смештено у Капетан-Мишином здању, а Библиотека је била отворена један дан у недељи за чланове Друштва. Они су тог дана могли да погледају новоприспеле публикације и позајме потребну литературу. Од осамдесетих година деветнаестог века у већој мери су стизала периодична издања од којих су приређиване изложбе информативног карактера. Услед разгранатих делатности, Српско учено друштво је 1884. године донело одлуку да ангажује једног помоћника секретару. На то место именован је новинар Никола Јовановић Американац, за посао који се углавном односио на Архив и Библиотеку. Он је водио инвентар књига Библиотеке и спискове издања Друштва, а старао се и за отправљање Гласника СУД. Његово ангажовање трајало је свега годину дана.
Након што је 1886. године основана Српска краљевска академија, настало је веома тешко време за Српско учено друштво. Његова имовина је била законски додељена Академији, али оно није било формално укинуто. Сукоб око имовине и идентитета разрешен је планом о сједињењу који је с обе стране прихваћен 1891. године и уграђен у Измене и допуне Закона о Академији од 10. фебруара 1892. године. Према том плану, Српско учено друштво требало је од својих чланова да изабере осам за праве чланове, док би сви остали постали почасни чланови Академије. Тако се Српско учено друштво најзад спојило са Српском краљевском академијом и формално са њом успоставило континуитет. Библиотека Српског ученог друштва бројала је тада око 5.000 наслова монографских и серијских публикација.

### Библиотека у Српској краљевској академији
Српска краљевска академија је установљена Основним законом Краљевско-српске академије, који је Скупштина изгласала, а краљ Милан Обреновић прогласио 1. новембра 1886. године. Имала је задатак да се бави научним радом и помаже развитак уметности и просвете. Уживала је углед највише научне и културне установе у земљи, која је поред својих основних делатности била задужена да надгледа рад других установа. Према члану 7 Основног закона, Академија је била задужена да се стара о Народној библиотеци и Народном музеју, што је и чинила до Другог светског рата. Тако се током неколико деценија под њеним окриљем водила брига о двема библиотекама: Народној и Академијиној.
Стављање Народне библиотеке под непосредну управу Академије подразумевало је да Председништво СКА одлучује о свим важнијим питањима у вези са њеним радом. Управник Народне библиотеке имао је обавезу да редовно подноси годишњи извештај Академији. Тај извештај испрва се „примао к знању“, а од 1896. године редовно се у целини објављивао у Годишњаку СКА, са детаљним подацима о библиотечкој имовини, задацима, уређењу, одржавању и обезбеђењу, читаоцима и особљу. Предлоге за куповину књига за Народну библиотеку разматрало је и одобравало Председништво СКА. Академија је 1898. године усвојила предлог Академског савета Велике школе да се при набавци књига консултују и представници појединих факултета. Формиран је посебан одбор Академије и Велике школе, који је „водио ближи надзор и руководио набавком књига за Народну библиотеку“. Председништво СКА обавештава надлежног министра да је за тај одбор одредило Пантелију Срећковића, Петра Ђорђевића и Јована Жујовића.
Пре свих других питања, наметало се питање смештаја за Народну библиотеку. Академија је првобитно намеравала да подигне зграду у коју би се сместила заједно са Музејом и Народном библиотеком, због чега је 1896. године образован заједнички фонд. Идеја о заједничком пројекту је током времена слабила и 1909. године одлучено је да треба подићи зграду искључиво за потребе Академије. Исте године Српска краљевска академија уселила се у изнајмљене просторије Задужбине Симе Игуманова у Бранковој 15. Наставила је да брине о смештају за Народну библиотеку тражећи од Министарства просвете да јој обезбеди адекватан простор. Последњи пут се непосредно пред Други светски рат Јован Радонић, у својству секретара СКА, заложио за подизање нове зграде за Народну библиотеку, наводећи да њене драгоцености нису осигуране од пожара и да су изложене пропадању услед влаге.
Бригу о Народној библиотеци су током неколико деценија водили управници који су уједно били и академици. Они су у потпуности били упознати са проблемима које је требало решавати. То посебно важи за Милана Ђ. Милићевића и Јована Томића. Милићевић је за управника Народне библиотеке постављен указом краља Милана 1. новембра 1886, и остао је на тој дужности до 1897. године. Своју академску беседу посветио је Народној библиотеци, о којој је изговорио следеће, често цитиране речи:
„Ја бих био веома радостан кад бих могао овде показати име онога човека који је први рекао: Нека буде Библиотека! и кад бих још могао одредити време кад је то речено. Али, на жалост, при свеколиком тражењу мојему, и мојих пријатеља, нисам могао наћи то ни једно ни друго. Архива министарства просвете, у којој се чува највише грађе за просветну нашу историју, још је таква да истраживачу не може у том много да помогне... [...] Ту ће се наћи да је постање Народне Библиотеке стављено под 16. фебруара 1853, а то је дан кад је створено звање нарочитог Библиотекара, који ће Библиотеком управљати. Међу тим Библиотека је почела постајати много раније, ма да је то постајање ишло лагано, мало по мало, тако рећи неосетно.“
Јован Томић посветио је Народној библиотеци значајан део свога живота. Сачувао ју је током Првог светског рата, а потом се залагао за њено уређивање и подизање на ниво савремене европске библиотеке. По пресељењу у зграду на Косанчићевом венцу, разврстан је њен књижни фонд по форматима и унапређен укупни квалитет пословања.
Закон о Народној библиотеци донет 1901. године остао је на снази до Другог светског рата. Њиме је она добила већи степен аутономије у односу на СКА, јер је врховни надзор рада Народне библиотеке додељен Министарству просвете. Везе са Академијом сведене су на моралну подршку за добијање зграде и штампање извештаја Народне библиотеке у Годишњаку СКА.
За разлику од извештаја Народне библиотеке, који су били редовно у целини објављивани у Годишњаку СКА, о стању и делатностима Академијине библиотеке извештавано је само повремено у оквиру општег извештаја о раду. Неки подаци у вези са библиотечком збирком навођени су у поглављима „Откупи“ или „Размена издања“. Ипак, управо је то био период када се Библиотека развила толико да је била спремна за осамостаљење као „посебна установа Академијина“, како је то формулисао тадашњи секретар СКА Александар Белић.
Српска краљевска академија наследила је целокупну имовину Српског ученог друштва јер су, према Основном закону Краљевско-српске академије, на њу пренете „све повластице и имање досадашњег Српског ученог друштва“. Јован Ђорђевић предао је 9. септембра 1893. године Српској краљевској академији касу, архиву и библиотечку збирку Друштва. Библиотека је бројала око 5.000 наслова монографских и серијских публикација. С обзиром на чињеницу да су неке установе још извесно време после спајања СУД и СКА слале своја издања и једној и другој установи, новонастала библиотечка збирка имала је доста дупликата, али и непотпуности у многим серијама.
О систематском сређивању библиотеке почело је да се размишља у марту 1899. године, када је секретар добио дужност да „овери“ стање Академијине књижнице према инвентару пређашњег Српског ученог друштва, како би могло да се приступи изради новог инвентара. Пола године након тога тадашњи председник СКА Сима Лозанић констатовао је да „стоји у Академији још незапочет један већи посао, а тај је уређење библиотеке, која није још ни пописана“. Предложио је стога „целокупној Академији да изабере још једнога привременог секретара, чија би дужност била: старати се о штампању Академијиних издања и руковати њеном књижницом“. Крајем године одлучено је да се Јаша М. Продановић постави у звање „помоћника библиотекара“, с месечном платом која ће му се издавати док не доврши уређење Академијине књижнице. Том приликом је покренуто питање уређења Академијине историјске архиве и рукописне збирке.
Сима Лозанић гледао је с оптимизмом на предузете кораке за уређивање Библиотеке, о чему је на скупу 22. фебруара 1900. године известио да много лакше тече након одговарајућег повећања државне помоћи Академији. Сматрао је извесним да „када се тај посао доврши, учиниће се приступном та најбогатија књижница наша“. Након неколико месеци, нови председник Јован Мишковић известио је да је пописана Академијина материјална имовина и да је одлучено да се она води у пет инвентара или књига: инвентар Академијине књижнице, инвентар старих рукописа и штампарских првина, инвентар историјске архиве, инвентар канцеларијског намештаја, инвентар Академијиних издања. Имовином из прва три инвентара руковао је секретар а осталом имовином благајник. Академијина имовина осигурана је први пут 1933. године и то код Осигуравајућег друштва „Србија“.
Јаша Продановић радио је до краја 1900. године на уређењу Академијине библиотеке, преуређујући, нумеришући и смештајући књиге у полице. Израђени су лисни каталози по азбучном реду аутора и по струкама. Планирано је да се у наредној години приступи комплетирању збирки и да се предузму мере да се поврате књиге издате на реверсе пре 20 и 25 година. Збирка је бројала око 5.500 наслова са 30.000 јединица. Током исте године, заслугом Љубомира Стојановића, сређена је и инвентарисана збирка рукописа и старих штампаних књига, на основу чега је 1901. године штампан Каталог рукописа и старих штампаних књига: збирка Српске Краљевске Академије. У тој збирци пописано је 312 јединица, међу којима 56 старих штампаних књига.
Сви послови у вези са књигама постепено су регулисани правилницима. Најпре је 1925. године усвојен Правилник о давању у замену, поклањању и продаји издања СКА, којим је ограничено да Академијина издања може у једном месту примати бесплатно само једна установа са јавном библиотеком. Потом је донет 1932. године први правилник у вези са Библиотеком под називом Правилник о послузи књигама из књижнице СКА. Овај правилник је књиге стављао на располагање пре свега члановима Академије. С изузетком ретких књига и часописа, они су могли њима да се служе у Академији и да их узимају на реверс са роком од три месеца. Остала лица, пре свих наставни кадар, могла су Академијиним књигама да се служе „само у случајевима када дотичне књиге немају ни Народна ни Универзитетска библиотека“, па и тада у просторијама Народне библиотеке, а не Академије.
Српска краљевска академија састојала се од четири стручне академије: Академије природних наука, Академије философских наука, Академије друштвених наука и Академије уметности. У њима су обављана научна истраживања, што је налагало да се библиотечки фонд попуњава релевантном иностраном научном литературом. Академија се у том погледу највише ослањала на размену сопствених издања. Покренуте су нове серије: Глас (1887), Посебна издања (1888), Споменик (1888), Српски етнографски зборник (1894), Зборник за историју, језик и књижевност српског народа (1902), Српски дијалектолошки зборник (1905), Јужнословенски филолог (1913). У њима је објављен велики број значајних научних радова, превасходно о српском језику, књижевности, историји, етнографији.
Говорећи једном приликом о Академијиним публикацијама које су слате у размену, Милутин Миланковић их је назвао „златном валутом Академијином“. Поред тога што су подизале научни углед земље у иностранству, оне су представљале капитал на основу којег су библиотечке збирке попуњаване скупим иностраним часописима. Миланковић се иначе, заједно са другим математичарима и научницима који су се бавили природним наукама, залагао да се у Академији покрене једна научна публикација посвећена наукама „интернационалног карактера“, намењена иностраном свету који није владао српским језиком.
Академија је 1933. године покренула билтен на страним језицима под називом Bulletin de l’Académie Royale Serbe, који је имао подсерије према стручним академијама. У овој публикацији су, претежно на француском и немачком језику, објављивани изводи радова који су претходно били објављени у другим серијама Академије. Bulletin је био изузетно добро примљен у иностранству. Већ 1935. године послат је на адресе 564 инострана института и научна друштва. Од 1936. године примало га је у размену више од 700 установа. Страни часописи добијени заузврат омогућавали су нашим научницима да прате достигнућа у иностраном научном свету.
Размена публикација била је главни извор за попуњавање библиотечког фонда, јер Академија није имала посебнo опредељена средства за куповине. Понуде и препоруке за откуп књига од приватних лица и књижара често су стизале на њену адресу, а она их је откупљивала у зависности од средстава којима је у датом тренутку располагала. У таквим околностима дешавало се да пропусти неку значајну понуду. Академија је 1924. године откупила рукописну и књижну заоставштину Илариона Руварца, али 1931. године није имала средстава за откуп остатка његове библиотеке. Слично је било и 1933. године, када није била у могућности да, на предлог управника Универзитетске библиотеке у Београду Уроша Џонића, откупи рукопис Душановог законика, који је нудила на продају књижара Густава Фока у Лајпцигу.
Прилив великог броја књига на основу размене наметао је питање отварања Академијине библиотеке за јавност. Поводом обележавања педесетогодишњице Српске краљевске академије 1936. године, сумирано је стање њене библиотеке. Секретар СКА Александар Белић изнео је у свом извештају уверење да је Академијина библиотека по својим колекцијама „јединствена у нашој земљи“ и да је „велика штета што није приступачна широј публици“. Тада је она поседовала око 12.300 наслова са близу 120.000 јединица. Белић је том приликом поставио задатке за будућност: отварање Библиотеке за ширу јавност и штампање каталога који би „омогућио да се њеним књигама користе научници и други људи изван Београда“. Констатовао је да су се све некадашње Академијине збирке „толико развиле да би могле образовати основицу за четири засебне установе Академијине: 1. Библиотеку; 2. Академијин архив; 3. Рукописни институт; 4. Етнографски институт“. Ови планови у великој мери су остварени након Другог светског рата, када се Академија уселила у своју зграду и организовала стручне службе.

### Страдања Библиотеке у два светска рата
Драматичне околности у којима се Србија нашла током Првог и Другог светског рата нису мимоишле ни Српску краљевску академију. У оба рата она је претрпела губитке у људима и материјалним добрима. Највећи део њених збирки сачуван је захваљујући посвећености са којом су тадашњи академици бринули о очувању Академијине имовине.
Током Првог светског рата Српскa краљевскa академијa обуставила је рад, јер је културни и научни живот у земљи био потпуно онемогућен. Непосредно по избијању рата управа СКА предузела је неопходне мере да заштити највреднију имовину. Рукописи и стара штампана књига, историјска архива, рукописи спремни за штампу и хартије од вредности, спаковани су у 11 сандука и послати у Ниш, где се налазило Министарство просвете. За време рата неки од њих су били заплењени, а неки изгубљени, али је имовина из тих сандука ипак по окончању рата прикупљена и враћена Академији.
Зграда у којој се налазила Српска краљевска академија у Бранковој 15 остала је пуста. За време аустроугарске окупације у њој је боравила служитељка, док је остало особље, писар и два послужитеља, било мобилисано. Академијина библиотека, као и део друге имовине, остао је у згради. Приликом бомбардовања 1915. године, зграда је претрпела извесна мања оштећења од гранате која није експлодирала. За све време рата, имовином Академије располагао је окупатор. Пред евакуацију из Београда, представници окупационих власти запечатили су Академију и извршили 20. октобра 1918. године протоколарну комисијску предају њене имовине. У протоколу су грубо евидентирана добра која су се налазила у појединим собама, без прецизног пописа стања по збиркама. У вези са библиотечком збирком је само констатовано да се у згради на првом спрату налазе три собе са Библиотеком, чије су књиге уведене у каталог који је остао у канцеларији на првом спрату.
У послератном извештају тадашњег секретара Љубомира Стојановића наводи се да је стање по свим собама Академије из основа поремећено. Библиотека је затечена у хаотичном стању и изгледало је да је „непријатељ у њој преко својих чиновника хтео нешто да ради, али, изгледа, није ни сам знао шта“. Потпуно је био поремећен ред који су књиге раније имале, те је збирку требало изнова претрести, инвентарисати и уредити као што је била пре рата. За време аустроугарске окупације нестало је из Академијине библиотеке 87 наслова, међу којима серијске публикације у већем броју свезака. Ти наслови су након рата трајно отписани.
Период Другог светског рата окарактерисан је као дотад „најмучнији и најтежи период у животу Академије“. Већ на почетку рата интерниран је у логоре један број академика, међу којима и председник Александар Белић, и страдала је имовина. Академији је био забрањен јавни рад. Одржавала је своје активности у минималном обиму „повучена и затворена у себе“, с циљем да помаже академицима који су остали у Београду и да се стара о својој имовини.
И овог пута најдрагоценија имовина Академије – рукописи, повеље, инкунабуле и рукописи примљени за штампу – из предострожности је пред избијање рата затворена у две металне касе. Захваљујући томе остала је сачувана, јер је током немачког бомбардовања Београда 1941. године погођена Академијина зграда у Бранковој 15. Том приликом погинуо је послужитељ. Зграда је знатно страдала, улични део до подрума и први спрат на задњем делу. Страдао је део Библиотеке у коме се налазила збирка научних часописа и публикација добијених из размене, тако да је према првој процени било упропашћено близу 2.000 јединица иностраних часописа. Иако је највећи део библиотечке и архивске грађе остао сачуван, права сразмера причињене штете сагледана је тек после рата.
У страху од даљег уништавања имовине, Председништво СКА одлучило је да се Архив и Библиотека заједно са канцеларијама преселе из порушене у суседну зграду у Бранковој 13. Та зграда је такође узета под закуп од управе Задужбине Симе Игуманова, са којом су започети преговори око поправке старе зграде. Упоредо са сеобом, која је обављена током лета 1941. године, испод рушевина су извлачени и спасавани остаци рукописа и књига. Пословима око смештања и сређивања Библиотеке руководио је библиотекар и архивар Никола Немировић Данченко.
Током окупације опасност по Академијину имовину долазила је и од представника немачких окупационих власти који су били добро обавештени о њој. Половином јуна 1941. године, из Академијиног архива однете су драгоцене старе повеље и писма српских владара, трговачки уговори, латинске повеље и други историјски документи. Реч је о историјским документима од 12. до 18. века из Дубровачког архива, који су почетком 19. века однети у Царски дворски архив у Бечу. Дубровачки историјски документи реституисани су Југославији 1920. године и поверени Српској краљевској академији, која је приступила њиховом публиковању. Током Другог светског рата, архивски асесор др Роберт Шванке их је конфисковао из Академије као „архивалије немачког порекла“ и послао за Беч. За ова документа остављена је потврда о конфискацији. Нешто касније током рата појавила се опасност да иста судбина задеси збирку рукописа и старих штампаних књига. Иако прегледана и пописана, ова збирка није конфискована.
Средином 1943. године Библиотека и Архив остали су без надзора, јер је Никола Немировић Данченко поднео оставку након чега се придружио партизанима и погинуо у рату. На скупу од 16. јуна 1943. године Председништво СКА именовало је комисију, коју су чинили академици Јован Радонић, Никола Радојчић и Војислав Мишковић, са задатком да изврши распоред просторија у тада већ оправљеној згради у Бранковој 15. Комисија је главни део посла препустила Војиславу Мишковићу, који је de facto надаље водио бригу о имовини СКА. Велику помоћ Мишковићу пружио је професор у пензији Радослав Перовић, који је „као одлични познавалац Академијине библиотеке и архиве, обавештењима о дотадањем распореду и реду у библиотеци, олакшао и убрзао извршење овог задатка“.
Војислав Мишковић поднео је 19. новембра 1943. године исцрпан извештај о обављеном послу, на чему му је Председништво СКА изразило „записничку захвалност“. Он је изнео критички осврт на затечено стање збирки и формулисао предлог за даље поступање са њима. Предложио је, а Председништво СКА је то усвојило, да треба спровести следеће мере: комисијски утврдити стање збирки; сваку од њих поверити на старање по једном правом члану; устројити их и надаље редовно и тачно уводити у инвентарске књиге. Одлучно да ове мере што пре спроведе, Председништво СКА је на скупу 15. децембра 1943. године именовало Војислава Мишковића, Филарета Гранића и Душана Пантелића у комисију за израду плана о прегледу стања и инвентарисању Архива и Библиотеке. Од 1. јануара 1944. године Радослав Перовић је постављен за новог „чувара Архива и библиотекара“, а заправо за управника Архива и Библиотеке СКА, те се могло приступити спровођењу плана.
За преглед Академијине библиотеке која, према наводима споменуте комисије, „од 1901 године (од бр. 274) није уопште даље инвентарисана, усвојен је специјални поступак“. Тај поступак је почивао на принципима које је Комисија формулисала и по којима је 22. фебруара 1944. године приступила прегледању Архива и Библиотеке. Започети рад је након шест састанака обустављен због савезничког бомбардовања Београда. Радослав Перовић је првих дана јула поднео оставку на свој положај. Војислав Мишковић је своје ангажовање око збрињавања Академијине имовине заокружио израдом нових правилника о Библиотеци, Архиву, размени, поклањању и продаји издања СКА. Правилник Библиотеке усвојен је на го-дишњем скупу целокупне Академије 10. марта 1944. године.
На предлог Комисије, а због могућих нових бомбардовања, Председништво Академије је у августу 1944. године донело одлуку да се драгоцености сместе на сигурно место, у трезоре Народне банке. У 255 кутија спакована су стара документа, рукописне књиге, старе штампане књиге, лексикографска грађа и друга вредна имовина. На сигурно је склоњена и картотека Академијине библиотеке. Почетком 1945. године, након ослобођења, све је враћено у Академију.
Иако је било различитих процена штете коју је Библиотека претрпела током рата, најмеродавнији је извештај који је саставио секретар СКА Војислав Мишковић 1945. године. Он је то учинио на захтев Земаљске комисије за утврђивање штете на културно-просветним добрима. У дописима Комисији од 7. јуна и 10. августа 1945. године Мишковић је пописао укупну штету коју је СКА претрпела током рата, а која се односила на збирку рукописа, старих штампаних књига и турских докумената, збирку часописа и књига Библиотеке, уметничке слике и намештај. У погледу штете учињене Библиотеци у Другом светском рату, навео је да је из „Збирке страних часописа и публикација добивених у замену за ʻБилтен’ нестало или упропашћено услед поготка бомбе 1941. око 1.000 свезака“. Уз допис је приложио и списак од 215 наслова књига несталих током ратних догађања. Исти списак књига несталих из Академијине библиотеке за време Другог светског рата, достављен је 1959. године Заводу за заштиту и научно проучавање споменика културе Народне републике Србије. Завод је, уз сарадњу музеја, библиотека и других заинтересованих установа, прикупљао потребне податке ради спровођења споразума између Југославије и Аустрије о реституцији културних добара однетих током Првог и Другог светског рата. Књиге са овог списка никада нису враћене у Библиотеку САНУ.

### Успостављање Библиотеке као установе: 1947-1990

#### Јавна библиотека у Српској академији наука
Закон о Српској академији наука из 1947. године озваничио је промену назива Српске краљевске академије у Српска академија наука (САН) и донео суштинске промене у њеном уређењу. Новом организацијом је уместо дотадашње четири стручне академије уведено шест одељења: Одељење природно-математичких наука, Одељење техничких наука, Одељење медицинских наука, Одељење литературе и језика, Одељење друштвених наука и Одељење ликовне и музичке уметности. У погледу целокупне структуре и улоге у друштву, САН је трансформисана у радну установу по моделу Академије наука СССР. Очекивало се да допринесе обнови ратом разрушене земље кроз рад института који су већ 1947. године у великом броју основани у њеном саставу.
У складу са новом оријентацијом, фондове Библиотеке и Архива, до тада доступне само члановима Академије и тек у ретким случајевима другим научницима, требало је отворити јавности. Отварање Академијине библиотеке било је утолико значајније што је страдање Народне библиотеке у бомбардовању 1941. године оставило велику празнину у расположивим књижним фондовима.
Преображај у јавну библиотеку изискивао је озбиљне припреме. Било је потребно обезбедити финансијска средства и знатно већи простор од оног у којем је Академија тада била смештена. Након рата она се још увек налазила у недовољно санираним, бомбардовањем тешко оштећеним просторијама у Бранковој 15. Председништво се нашло пред озбиљном дилемом: прилагодити дограђивањем и преграђивањем изнајмљену зграду у Бранковој улици или се упустити у много комплекснији подухват адаптирања сопствене зграде у Кнез Михаиловој 35. Након анализе понуђених елабората за обе могућности, прихваћен је 1948. године план архитекте Григорија Самојлова за преуређење Палате Академије. Ова зграда је подигнута на земљишту додељеном Академији Основним законом из 1886. године, које је кнез Михаило Обреновић претходно завештао „за просветне циљеве“. Грађена је у периоду од 1912. до 1924. године, по решењу архитеката Андре Стевановића и Драгутина Ђорђевића. Из финансијских разлога пројектована је за комерцијалну намену, односно издавање локала и станова. Академија је приходе од ренте користила за покривање трошкова изградње зграде и финансирање издавачке делатности, а сама је са свим својим делатностима остала у Бранковој 15.
Према Самојловљевом плану, у реновирано здање требало је да се уселе Председништво са Управом послова, секретари одељења, Библиотека и Архив са читаоницама, Клуб академика и 15 научних института. Задатак је био веома захтеван, јер је изискивао исељавањe бројних закупаца пре започињања обимних грађевинских радова. Самојлов је темељно преуредио унутрашњост зграде Академије успешним спајањем естетике са функционалношћу новоостворених наменских простора. О томе упечатљиво сведочи Милутин Миланковић у својим сећањима. Изглед и стање здања пре адаптације описао је речима да се иза „лепушкасте спољашности“ крио „лавиринт тамних степеништа, ходника и станова“, да би потом изразио дивљење смелости и вештини Самојлова који је „радикално, духовито и стручно“ извршио поверени му задатак. Библиотека и Архив са својим читаоницама добили су просторије на међуспрату, где се и данас налазе. Палата Српске академије наука свечано је отворена 24. фебруара 1952. године.
Паралелно са уређивањем Палате Академије, текле су припреме за преображај Библиотеке у јавну библиотеку. У новембру 1947. године на дужност управника Архива и Библиотеке, односно „чувара архива и библиотекара“ како се та функција још увек називала, именован је Душан Пантелић. На његову иницијативу Библиотека је добила два службеника: књижничара и манипуланта. Крупнији кораци у правцу трансформације Библиотеке у јавну библиотеку начињени су 1950. године, након раздвајања управе Архива и Библиотеке. Тада је донет Правилник о организацији послова САН. На место в. д. управника Библиотеке постављена је 7. марта 1950. године Смиља Мишић. Као осведочени стручњак у библиотекарству, она је имала потребну визију и енергију за постављање Библиотеке на нове основе.
Збирка, велика по броју и значају публикација, била је неуређена и још увек смештена у две просторије у Бранковој улици, те је више подсећала на складиште књига него на библиотеку. Њена селидба у Палату Академије захтевала је разврставање и пописивање фонда, као и организацију транспорта и смештаја. За наведене послове био је потребан већи број службеника, због чега је до 1952. године запослено укупно 4 библиотекара, 4 књижничара, 3 библиотекара-приправника, 5 помоћних и 5 хонорарних службеника. Припремљени су неопходни правилници и упутства за пријем и печатирање књига, инвентарисање и каталогизовање. Издвојене су из општег фонда посебне збирке као што су стара и ретка књига, приручници итд. Обезбеђен је инвентар трајног и потрошног материјала за свакодневни рад Библиотеке, између осталог формулари за кориснике и библиотечки печати.
Амбиције су биле велике. Тежило се стварању модерне библиотеке на највишем професионалном нивоу. Контактиране су библиотеке и библиотечка друштва широм света, од Индије преко Велике Британије до Канаде, са молбом да помогну у овим настојањима слањем релевантне литературе о различитим аспектима библиотечке делатности. Тражене су одређене публикације из одређених земаља уз понуду да им се Библиотека касније одужи кроз размену. Библиотекари су се активно укључили у рад Друштва библиотекара НР Србије основаног 1947. године и почели да учествују на стручним скуповима.
Средишњи догађај у овом преображају био је доношење Правилника о организацији и раду Централне библиотеке Српске академије наука 1951. године. Библиотека је добила статус стручне установе Академије. Њено место, задаци и начин управљања били су јасно одређени. Централна библиотека САН требало је у свом домену да служи унапређењу Академијине научне делатности и помаже усавршавању њених научних кадрова, координира и помаже рад институтских библиотека, доприноси ширењу научних резултата Академије путем размене њених издања. Према Правилнику, руковођење Библиотеком било је поверено управнику, Стручном савету и Председништву САН као највишој инстанци. Управник је руководио извршењем програма рада Библиотеке и усклађивао рад институтских библиотека под окриљем САН. Подносио је Стручном савету извештаје о раду Библиотеке и предлагао планове рада. Стручни савет је вршио непосредни надзор над Библиотеком и доносио смернице у складу с основним принципима које је одређивало Председништво. Тада, као и данас, био је састављен од представника свих одељења Академије и управника Библиотеке. Први чланови Стручног савета, поред в. д. управника Смиље Мишић, именовани су 18. маја 1951. године. То су били академици Петар Колендић и Никола Салтиков, и дописни чланови Слободан Добросављевић, Војислав Арновљевић, Душан Пантелић и Станојло Рајичић. Конститутивни састанак, на коме је за председника изабран Петар Колендић, одржан је 6. јуна 1951. године.
Овим Правилником регулисано је, између осталог, право коришћења Библиотеке. Њени фондови су постали доступни не само члановима САН већ и члановима осталих академија у Југославији, научним сарадницима института САН и другим научним и културним радницима из земље, а уз одобрење Председништва и научним радницима и установама из иностранства. На конститутивној седници Стручног савета, секретар Академије Петар С. Јовановић препоручио је да се ова одредба примењује тако да се коришћење фондова у читаоници омогући свим грађанима, а позајмица ван читаонице само набројаним категоријама. Од тада па до данас, уз мања одступања, право на учлањење у Библиотеку стекли су уз одговарајуће писане препоруке студенти и други „спољни“ корисници. Чланство је бесплатно и омогућује коришћење грађе из фонда Библиотеке у општој читаоници.
Размена издања Академије и њених института била је регулисана Правилником о размени, поклањању и продаји издања САН, који је донет истовремено са правилником о раду Библиотеке. Према њему, размену Академијиних издања са другим установама обављале су Централна библиотека и институти САН, али је одлуке о успостављању свих размена доносио Извршни одбор Председништва САН. Централна библиотека САН је координирала радом свих институтских библиотека под окриљем Академије. Водила је централни каталог и централну евиденцију размене и спроводила стручну обуку институтских библиотекара. Улогу и назив централне библиотеке задржала је формално до доношења Пословника о организацији и раду Библиотеке САНУ 1962. године, иако се већина института осамосталила 1954. године.
Преображајем Библиотеке у стручну установу Академије регулисано је њено редовно финансирање, тако да је од 1952. године могла благовремено да планира распоред својих средстава. Годишњи извештај о раду Централне библиотеке САН први пут је објављен у Годишњаку САН за 1950. годину, да би потом то постала редовна пракса.
Библиотека је у Палати Академије, први пут у 110 година свог постојања, добила просторије специјално адаптиране за библиотечке послове. Поред радних и магацинских просторија, добила је две читаонице, општу са 52 места и читаоницу за чланове Академије. Централна библиотека САН званично је отворена за јавност 18. октобра 1952. године. Отварање је обележено скромном свечаношћу коју је пратила изложба о најважнијим догађајима у развоју Библиотеке и њеним најзначајнијим дародавцима. Смиља Мишић, управник Библиотеке, говорила је том приликом о дотадашњем раду ове установе. Рад са корисницима започео је 20. октобра. Према извештају о раду Библиотеке за 1952. годину, до краја године општу читаоницу су посетила 1.422 читаоца који су користили 7.523 публикације из библиотечког фонда.
Након отварања настављено је уређивање просторија и унапређивање услова за рад. Читаонице су опремљене полицама за приручнике, набављене су касе за старе и ретке књиге, писаће машине, телефон. Председништво Академије је излазило у сусрет потраживањима која су првих година непрестано стизала из Библиотеке. Осим о техничкој опреми, водило се рачуна о запошљавању библиотекара различитих образовних профила и њиховом стручном усавршавању. То је омогућило да Библиотека расте и напредује.
Библиотечки фонд од 220.000 јединица, пресељен у нове магацинске просторије, разврстан је по новом систему у следеће групе: 1. Издања академија; 2. Издања универзитета; 3. Издања осталих научних и стручних друштава и установа; 4. Реткости; 5. Приручници; 6. Руско одељење; 7. Посебне библиотеке; 8. Периодика. Унутар ових група, с изузетком Руског одељења, књиге су уређене по форматима. У оквиру групе Реткости раздвојене су југословенске и стране књиге, а у оквиру југословенских издвојене су старе српске књиге. Нови простор није био довољан да прими целокупни књижни фонд, због чега се по одлуци Председништва САН спровело растерећивање од дупликата.
У Библиотеци је крајем 1954. године било 26 стално запослених и рад је по први пут организован по одељењима. Формирана су четири одељења: Одељење издања академија са Отсеком ретких књига; Одељење универзитетских издања; Одељење издања научних друштава са Отсеком посебних библиотека и Одељење периодике, а у новембру 1955. године образовано је и Одељење за информације. У наредним годинама је организација послова мењана више пута према потребама и могућностима Библиотеке.
Набавна политика Централне библиотеке била је прилагођена улози која јој је додељена у оквиру организационе структуре САН. Под окриљем Академије постојао је читав низ специјализованих институтских библиотека. Централна библиотека је координирала набавке свих ових библиотека, а сама је набављала књиге и часописе општенаучног карактера, односно дела која нису спадала у домен рада неког од института. Водило се рачуна о рационалном трошењу средстава и непотребном дуплирању скупих иностраних публикација у оквиру различитих установа Академије.
Након доношења Закона о научној делатности и осамостаљивања института 1954. године, Библиотека САН је de facto изгубила улогу централне библиотеке и није морала да води рачуна о усклађивању набавних политика. Онa је тада дефинисала самосталну набавну политику, која је временом допуњавана и прецизирана, али није суштински мењана. Јасно су разграничени критеријуми за различите облике набавке. Разменом су набављана издања академија наука, научних друштава и универзитета из свих крајева света. С друге стране, купована су: (а) савремена дела научног карактера, првенствено из области друштвених наука; (б) дела на југословенским и страним језицима о српском народу, земљи, историји, култури, политици, економији; (в) старе српске књиге, посебно дела објављена у 18. и првој половини 19. века, као и прва издања наших писаца; (г) недостајуће свеске часописа, новина и колекција; (д) приручници за научни рад; (ђ) библиотечке целине значајних личности из српске културне историје. Купована је наша и страна социјалистичка литература. Уџбеници, белетристика и дела популарне науке, по правилу нису уношена у фонд Библиотеке, изузев када је реч о радовима чланова Академије или класичним делима која су постала предмет теоријског проучавања.
Константу у набавној политици представљало је комплетирање фонда. Прво су комплетирана издања Академије и Друштава која су јој претходила. Већ 1951. године, упућен је допис Председништву САН са молбом да се из складишта Академијиних издања Библиотеци доставе примерци недостајућих публикација. Како Академија у то време није поседовала нити један комплет својих издања осим за период САН, Библиотека је током наредних година настојала да их набави откупом од антиквара и приватних лица. Потом је Стручни савет Библиотеке 1955. године предложио и добио од Председништва САН једнократна финансијска средства за попуњавање празнина у серијама оштећеним током Другог светског рата. Након тога попуњени су недостајући бројеви у серијама Југославенске академије знаности и умјетности (ЈАЗУ) и Словеначке академије наука и уметности (САЗУ), као и издањима Матице српске. Сарадња између ових установа била је на високом нивоу. Редовна средства су надаље могла да се користе за набавку текуће литературе.
Од 1953. године Библиотека је почела да прикупља дезидерате од чланова Академије, како би се фонд обликовао у складу са највишим дометима академске издавачке делатности. Ова пракса је интензивирана у наредним деценијама, током којих је БСАНУ непрестано имала комуникацију са одељењима и одборима Академије у погледу избора најзначајнијих дела из појединих научних области. Набавка дезидерата зависила је од расположивих материјалних средстава, уз поштовање препоруке Стручног савета да се капитална дела купују на језику оригинала, а не у преводу. Паралелно је текло систематско прикупљање радова чланова САН објављених изван Академије. Библиотека је настојала да створи што потпунију збирку радова свих чланова Академије и Друштава која су јој претходила. Од седамдесетих година 20. века чланови су позивани да достављају Библиотеци своје новообјављене радове.
Библиотека је поступно преузела надлежност над књижном и некњижном библиотечком грађом која се чувала и користила у различитим Академијиним одборима, без централне евиденције и обраде. Прво је на предлог Стручног савета Библиотеке формирана 1956. године комисија која је евидентирала микрофилмове са снимљеном књижном грађом. На основу њене препоруке ти микрофилмови су предати на чување Библиотеци САН. Књиге које су се налазиле у другим организационим јединицама и одборима САНУ, изузев приручника неопходних за свакодневни рад, прешле су у надлежност Библиотеке 1968. године на основу одлуке Председништва Академије.
Трансформација Академијине библиотеке из, како је Смиља Мишић описала, „стоваришта књига“ у научну библиотеку, постигла је свој циљ. Осим што је отворила врата ширем кругу корисника, донела је бројне предности и члановима Академије. Они су све више користили могућности за добијање научних информација и литературе из домена свог рада.

#### Напредак Библиотеке у Српској академији наука и уметности
Након одласка у пензију Смиље Мишић 1961. године, дужност управника преузела је Даница Николић. Функција централне библиотеке званично је укинута у јуну 1962. године Пословником о организацији и раду Библиотеке Српске академије наука и уметности и реду у читаоницама Библиотеке. Овај пословник је детаљније уредио начин рада Стручног савета, организацију Библиотеке, размену издања и услове коришћења Библиотеке.
Библиотека је ширила поље својих активности. Крајем 1962. године, поверено јој је састављање публикације Преглед издања САНУ. У Библиотеци су редовно приређиване изложбе новопримљених књига и часописа, а повремено и изложбе посвећене јубилејима Академије и значајним личностима и догађајима. Неке изложбе су пратиле научне скупове организоване у Академији. Подстицано је стручно усавршавање библиотекара и књижничара као и њихово учешће на стручним скуповима. Колектив је на интерним стручним састанцима редовно информисан о савременим тенденцијама у библиотекарству кроз анализу пракси великих светских библиотека и нормативних аката везаних за библиотечку делатност. Са приправницима који су се припремали за државни стручни испит и стицање звања библиотекара, организовани су семинари и практичне вежбе.
Библиотека је стекла углед у широј библиотечкој заједници. Њени представници били су укључени у рад струковних тела из области библиотекарства у Србији. Библиотекари САНУ су 1963. године учествовали у раду Комисије за библиотеке за израду седмогодишњег плана развоја библиотека у Србији 1964–1970, коју је формирао Секретаријат за културу Србије. Израдили су елаборате „Седмогодишњи план Библиотеке САНУ“ и „Анализа десетогодишњег рада Библиотеке САНУ“. Представници БСАНУ су и наредних година учествовали у изради средњорочних и дугорочних планова развоја библиотека и библиотекарства у Србији, као и изради Нацрта закона о библиотечкој делатности (1973). Стручно мишљење библиотекара БСАНУ тражено је и у случајевима када они нису били званично укључени у израду нормативних докумената.
Значајан напредак у развоју Библиотеке остварен је под руководством Ђузе Радовића, који је преузео управљање Библиотеком у априлу 1965. године. Нови управник је унео енергију и новине у све аспекте њеног рада. Послови по одељењима су реорганизовани. Зарад веће ефикасности, уведене су радне норме за послове код којих је то било могуће и оправдано. Обновљена је библиотечка опрема и набављене су додатне челичне касе за старе и ретке књиге. Проширен је обим послова БСАНУ. Од 1969. године почео је да се припрема билтен Примљене књиге у циљу бољег информисања чланова САНУ и шире научне јавности о приновама у фонду Библиотеке. Приближно у исто време започет је рад на изради библиографија чланова Академије. Од 1976. године у БСАНУ се систематски прикупља биографска и библиографска грађа о члановима Академије. Поред тога, за публикацију Годишњак САНУ припремају се поглавља о саставу и преминулим члановима Академије. Годишњи извештаји о раду Библиотеке постали су врло детаљни и прецизни у погледу података о постигнутим резултатима и коришћењу фонда.
Библиотека је одржавала везе са домаћим и иностраним научницима и стручњацима кроз посете, предавања и размену стручњака. Библиотекари САНУ су одлазили на студијске боравке у велике европске библиотеке. Учествовали су, према могућностима, на годишњим конференцијама Међународне федерације библиотечких удружења и институција (IFLA). Неки међу њима били су аутори стручне библиотекарске литературе и чланови стручних комисија. Редовно су објављивали радове у Библиотекару, часопису Друштва библиотекара Србије.
У децембру 1972. године организована је прослава 130-годишњице Библиотеке. Припреме за овај догађај отпочеле су годину дана раније. Ангажовани су спољни сарадници да прегледају архиве и пронађу документa из историје Академијине библиотеке. Направљен је избор из архивске грађе која је, заједно с одабраним примерцима књига из фонда Библиотеке, приказана на изложби у Галерији САНУ. Изложба, чији је визуелни идентитет осмислио академик Иван Табаковић, изазвала је велико интересовање јавности. Била је отворена месец дана дуже него што је то било предвиђено. У оквиру прославе одржани су и свечана академија и научни скуп на којима су, поред чланова Председништва Академије, учествовали библиотекари и стручњаци за српску књигу, књижевност и штампарство. Године 1974. објављена је монографија Споменица посвећена 130-годишњици живота и рада Библиотеке Српске академије наука и уметности, посвећена овом јубилеју, с избором архивских докумената и излагањима са скупа. Иако је била предвиђена и публикација посвећена изложби, она није штампана.
Између 1965. и 1975. године разматрана је могућност да БСАНУ обавља матичну делатност. Први пут је то питање покренула Народна библиотека СР Србије у допису САНУ од 29. јула 1965. године. Ово питање је поново отварано 1972. и 1974. године, са аргументацијом да је потребно успоставити стриктну координацију набавке скупих иностраних публикација у научним институтима. Стручни савет Библиотеке, којим су председавали Виктор Новак, а потом Младен Лесковац и Дејан Медаковић, заузео је став да је преузимање матичне делатности пожељно, али да се морају обезбедити додатна финансијска средства и стручни кадар. У том циљу у Библиотеци САНУ је евидентирано 90 библиотека које би требало да формирају Заједницу библиотека научних институција Србије. Како потребни услови нису испуњени, до преузимања ове дужности никада није дошло.
Прилив публикација је растао, што је стварало проблем простора за смештај књига. Тај проблем је привремено решен подизањем етажа у просторијама библиотечког магацина и постављањем једног малог теретног лифта 1975. године, чиме је добијено 300 m² простора. Гранање делатности и константни раст фонда изискивали су, међутим, дугорочно решење простора за БСАНУ. Родила се амбиција да се подигне посебна зграда за Библиотеку, која би, поред осталог, имала адекватне просторије за књиговезницу и конзерваторску службу. Тај циљ је убрзо постао приоритетни задатак, те је због доказаних организационих способности за новог управника БСАНУ изабран Миле Жегарац. До његовог именовања у септембру 1977. године, ову дужност је око две године обављала библиотекарка Иванка Јовичић.
Жегарац је са великим ентузијазмом наредних 13 година управљао Библиотеком. За време његовог мандата годишњи прилив грађе достигао је максимум. Он је подстицао успостављање нових размена у земљи и иностранству. БСАНУ је годишње успостављала по 20 нових размена, о чему је редовно извештавано у Годишњаку САНУ. Библиотека је 1982. године добила на првом спрату Палате САНУ три просторије у које је смештено Библиографско одељење. Жегарац је профилисао библиографску и документациону делатност Библиотеке у оквиру САНУ. Током његове управе формирана је фототека БСАНУ и покренута је едиција Издања Библиотеке.
Истовремено, Миле Жегарац је дуго и стрпљиво сарађивао са Комисијом за пројектовање нове зграде Библиотеке. У новембру 1978. године дефинисан је Програмски задатак за нову зграду БСАНУ, с намером да се она подигне у Јакшићевој 9. Плановима за изградњу прикључио се Архив САНУ, који је такође био суочен са проблемом недостатка простора. До остварења тих планова никада није дошло, иако је полагање камена темељца било предвиђено у оквиру прославе стогодишњице оснивања Српске краљевске академије. Председништво САНУ је из политичких разлога у октобру 1986. године донело одлуку да се прослава одложи за следећу годину и реализује у смањеном обиму.
Свечана прослава стогодишњице одржана је 1987. године. Библиотека је учествовала у организацији велике изложбе о Академији и припремању пригодних публикација. У оквиру серије Стогодишњица САНУ објављене су две публикације: Преглед издања Српске академије наука и уметности: Српско учено друштво: 1864–1892 и Преглед издања Српске академије наука и уметности: 1886-1986. Књ. 1, 1886– 1947. У њима је детаљно пописана целокупна издавачка делатност СУД и СКА. У Библиотеци је такође приређен Каталог издања Академије: 1886–1986, у коме су пописане и сажето описане све Академијине серије.
Средином и крајем осамдесетих година прошлог века библиотеке у Србији и Југославији правиле су прве кораке ка увођењу рачунара у обраду библиотечке грађе и узајамну каталогизацију. Кључна је била 1987. година, када је усвојен пројекат изградње јединствене југословенске библиографско-каталошке базе. Приближно у исто време Библиотека САНУ је приступила развоју аутоматизованог информационог система у оквиру ширег пројекта стварања Информационог система САНУ. Најпре је 1986. године формиран Међуодељенски одбор за изградњу Информационог система, на челу с академиком Александром Деспићем. Следеће године усвојен је пројектни задатак. Главни пројекат информационог система Академије и њених института прихваћен је 1989. године, када је формиран и Електронски рачунски центар. Конкретне извођачке пројекте за поједине елементе система урадио је пројектни тим, а усвојио Савет корисника информационог система, састављен од представника Академије и свих њених института. Из домена делатности Библиотеке, овим пројектима су обухваћени обрада текућег фонда и стварање базе података о члановима Академије на основу документације Библиотеке. Увођење информатичке технологије обезбедило је напредак у даљем пословању Библиотеке.

## Збирке библиотеке САНУ
Општи фонд је најбројнија збирка и обухвата монографске и периодичне публикације, које у Библиотеку долазе путем размене, поклона или куповине. Скоро две трећине фонда је на страним језицима, а највећи број наслова је стигао разменом, као текућа издавачка продукција, домаћа и страна. Та збирка постоји од самог почетка рада Библиотеке САНУ.
Збирку старе и ретке књиге чини око 3.500 наслова старих и ретких књига и периодике (новина, часописа, алманаха, календара). У групу старих књига убрајају се наслови издати до 1867. године (за српска издања) односно до 1800. (за страна издања).
Посебне библиотеке су поклоњене или откупљене библиотечке целине, које су примљене на трајно чување и коришћење у складу са уговорима и са правилником о раду Библиотеке САНУ. Тренутно их има 40.
Библиотека САНУ поседује богату збирку референсне литературе, која обухвата капиталне националне енциклопедије, домаће и стране, најзначајније стручне енциклопедије, лексиконе као и биографске, језичке и стручне речнике и друга издања.
Збирку некњижне грађе чини близу 3.000 јединица микрофилмова и микрофиша, картографске грађе (карте, атласи и планови), дискова са аудио и видео записима и електронским изворима, мањи број VHS и аудио трака, грамофонских плоча, штампаних музикалија и др. Садржај збирке је углавном везан за рад Академије и њених чланова.
Фототеку чини збирка од приближно 10.000 фотографија. У збирци се чувају, пре свега, портрети чланова Академије и друштава која су јој претходила али и фотографије зграде Академије и личности из јавног и културног живота Србије кроз историју.
У Библиотеци САНУ прикупља се документација о члановима и историјату САНУ и установа које су јој историјски претходиле, Друштва српске словесности (1841–1864), Српског ученог друштва (1864–1892) и Српске краљевске академије (1886–1947). Документациона грађа обухвата период од 1841. године до данас и садржи разнородне биобиблиографске податке за око 1.500 чланова Академије и њених претходница.

### Збирка старе и ретке књиге
Збирку старе и ретке књиге у Библиотеци САНУ чини око 3.500 наслова старих и ретких књига и периодике.
Најзначајнију и најбројнију групу у Збирци представљају Старе српске књиге. То су књиге штампане до 1867. године. Има их око 1.300 наслова. Најстарије српске штампане књиге (србуље) чувају се у Архиву САНУ. Једина србуља у Библиотеци је Пентикостар штампан у Мркшиној цркви 1566. године. Посебну вредност ове групе чине две реткости: Регуламент Марије Терезије Србима у Војној крајини из 1771. године штампан у Бечу црквеном ћирилицом и књижица стихова грофа Беладиновића Превозвишеному господину ђенералу М. и кавалеру Неранчићу на брегу Адријатике штампана око 1788. године.
У групи Сербика налазе се књиге наших аутора на страним језицима и страних аутора о нама. Међу њима истакнуто место заузимају путописи странаца, настали приликом њихових путовања кроз наше крајеве. Један од најстаријих је Viaggi dell‘ Illustrisimo e Eccellentissimo Sign. Marchese Ghiron Francesco Villa in Dalmatia e Levante аутора Ђованија Батисте Ростања из 1668. године.
Групу Старе стране књиге чини преко 200 наслова. Оквирно, то су књиге издате пре 1800. године или и после, али штампане на ручно израђеном папиру. Највредније су две инкунабуле: Апијанова Историја Рима из 1477. и Луканова Фарсалија из 1498. године, обе штампане у Венецији.
Осим монографија, у Збирку старе и ретке књиге улази и стара и ретка периодика (новине, часописи, алманаси, календари). Од старе периодике издвајамо први српски часопис Славеносербски магазин из 1768. године и најстарији српски и јужнословенски књижевни часопис који излази од 1824. године до данас – Летопис Матице српске.
Ретка књига има близу 400 наслова и чине је књиге и периодика издати у малом броју примерака, публикације изузетно уметнички опремљене, оне са посветама и белешкама познатих личности, илегална и ратна издања и др. Једна од таквих је и Африка Растка Петровића из 1930. године са оригиналним цртежима аутора, као и Слобода или Глас виле американске (Сан Франциско, 1869), која представља прву српску књигу објављену на америчком континенту. Од ретке периодике поменућемо Крфски забавник из 1917–1918. године.
Изузетно место у Збирци заузима Библиотека Вука Стефановића Караџића са 49 наслова његових личних примерака књига, од којих су неки посебно вредни због обиља Вукових бележака и записа.

### Посебне библиотеке
Посебне библиотеке су поклоњене или откупљене библиотечке целине, које су примљене на трајно чување и коришћење у складу са уговорима и са Правилником о раду Библиотеке САНУ.

#### Библиотека академика Михаила Петровића Аласа (1868–1943) – ПБ 1
Библиотека Михаила Петровића Аласа је педесетих година прошлог века доспела у Библиотеку САНУ. Будући да је реч о збирци нематематичких дела,  извршен је одабир те су књиге за које је процењено да нису за фонд Академијине Библиотеке поверене Народној библиотеци.
Највише је књига забавног садржаја, о рибарству и лову, веома мало из области математике, а има наслова и из других научних области (медицина, механика, војска, политика, филозофија итд.). Међу књигама из заоставштине академика Петровића налази се једна ретка и неколико старих књига. У питању је књига Владимира Качановског о дубровачком песнику Антуну Глеђевићу из 17. века, издата у Петрограду 1882. године. Друга је Усамљени јуноша Милана Видаковића из 1852. године, а трећа носи наслов У Фрушкој гори 1854. од Милице Стојадиновић Српкиње из 1861. године. У фонду старе и ретке књиге чува се друга свеска алманаха Шумадинче из 1853. године која је такође из Аласове библиотеке.
Лична библиотека нематематичких дела академика Петровића обилује посветама чији су аутори, између осталих, Милоје Милојевић, Бранислав Петронијевић, Миодраг Ибровац, Богдан Гавриловић, Ксенија Атанасијевић, Мићун Павићевић и други. Збирка броји 595 монографских публикација и комплетно је доступна у електронском каталогу COBISSANU.

#### Библиотека Милана Јовановића Батута (1847–1940) – ПБ 2
Комитет за заштиту народног здравља је 1948. године поклонио библиотеку Милана Јовановића Батута Библиотеци САНУ. Највећи број наслова, којих има преко две хиљаде уз 160 наслова периодике, припада области медицинских наука. Библиотека је комплетно пописана и доступна је у електронском каталогу COBISSANU под сигнатуром ПБ 2. Део поклона су чиниле и дипломе и ордење које се данас чувају у Збирци одликовања Архива САНУ.

#### Библиотека академика Стевана Бошковића (1868–1957) – ПБ 3
Библиотека САНУ је у марту 1958. године ову библиотеку добила на поклон од Географског института Српске академије наука. Садржи 537 наслова монографија и часописа, са близу 1.500 свезака. Највећи број наслова је из области којима се академик Бошковић бавио: геодезија, топографија, картографија. Библиотека је обрађена у лисном каталогу под сигнатуром ПБ 3, а електронска обрада је у току.

#### Библиотека академика Милутина Миланковића (1879–1958) – ПБ 4
Библиотека и радна соба Милутина Миланковића дошле су у посед Библиотеке САНУ 1954. године, као поклон Миланковићеве супруге, Христине Миланковић. На првом спрату Палате САНУ, у соби 123, чувају се његов радни сто са столицом, кожна гарнитура за седење и сто, као и оригиналне књижне полице рађене у Бечу по његовој идеји. Чува се и Миланковићева биста и неколико уметничких дела. Библиотека Милутина Миланковића броји око 800 књига, пописаних и описаних под сигнатуром ПБ 4. Реч је о вредним и ретким насловима из области климатологије, метеорологије, математике, геофизике и других научних дисциплина, као и мањи број наслова белетристике. Сачињен је штампани каталог наслова, а приводи се крају и обрада у електронском каталогу COBISSANU.

#### Библиотека књига издатих за време рата – ПБ 5
Реч је о насловима који су објављени за време Другог светског рата. Непознат је датум и начин набавке тих књига. Библиотека садржи укупно 172 наслова и обрађена је у електронском каталогу COBISSANU под сигнатуром ПБ 5.

#### Библиотека књига Института за село – ПБ 6
Библиотека броји око 4.000 књига које је Академија добила на поклон 1954. године од Института за проучавање села.

#### Библиотека академика Војислава Мишковића (1892–1976) – ПБ 7
Академик Војислав Мишковић је 1972. године Академијиној библиотеци поклонио своју личну стручну библиотеку са припадајућим храстовим орманом. Збирка броји 397 монографских и 26 периодичних наслова, углавном из астрономије. Књиге су у потпуности обрађене у електронском каталогу COBISSANU под сигнатуром ПБ 7.

#### Библиотека академика Дејана Медаковића (1922–2008) – ПБ 8
Академик Дејан Медаковић је Библиотеци САНУ полонио 1.880 наслова, који су обрађени у ранијем електронском каталогу SANUBIB, под сигнатуром ПБ 8. Академик Медаковић је највећи и највреднији део своје личне библиотеке завештао Библиотеци Матице српске.

#### Библиотека академика Валтазара Богишића (1834–1908) – ПБ 9
Академик Валтазар Богишић је своју библиотеку оставио граду Цавтату. Легат у Библиотеци САНУ је настао 1979. године копирањем оригинала дела фонда библиотеке у Цавтату, а ту је доспео захваљујући Академијином одбору за фототипска издања. У електронском каталогу SANUBIB описано је 112 наслова, углавном из области народне књижевности разних народа. Овој библиотечкој целини је додељена сигнатура ПБ 9. Сваки наслов је микрофилмован те су и микрофилмови прикључени збирци.

#### Библиотека академика Николе Радојчића (1882–1964) и Светозара Радојчића (1909–1978) – ПБ 10
Библиотека Светозара Радојчића чини целину са библиотеком Николе Радојчића и откупљена је 1982. године од кћерки Светозара Радојчића. Библиотека има око 10.000 књига, већином из области историје, књижевности, књижевне историје и историје уметности. Посебну вредност библиотеке представља стотинак наслова старих и ретких књига. Доступна је у електронском каталогу SANUBIB под сигнатуром ПБ 10.

#### Библиотека академика Виктора Новака (1889–1977) – ПБ 11
Библиотека САНУ откупила је 1983. године библиотеку Виктора Новака од његове кћерке Наде Стевин. Садржи око 10.000 јединица (књиге, ноте, географске карте) из историје словенских народа, историје уметности, монографије о нашим градовима и личностима, националне историје, дипломатије, слободног зидарства, историје Ватикана и Конкордата, палеографије, епиграфике, хералдике. Доступна је у лисном каталогу, а у току је обрада у електронском каталогу COBISSANU. Додељена јој је сигнатура ПБ 11. У Библиотеци САНУ се чува и дрвена гарнитура за седење (сто и три столице) из радне собе Виктора Новака.

#### Библиотека академика Милана Будимира (1891–1975) – ПБ 12
Библиотеку је, у име породице Будимир, а по жељи академика Милана Будимира, 1982. године поклонила Академији кћи Милана Будимира, Радена Плавшић. Фонд ове библиотеке састоји се од око 600 књига и сепарата из области опште и упоредне лингвистике, ономастике, класичне филологије и античке књижевности, словенске филологије, балканологије, византологије и историје религије. Комплетно је доступна у електронском каталогу COBISSANU. Додељена јој је сигнатура ПБ 12.

#### Библиотека академика Антон Билимовић (1879–1970) – ПБ 13
Супруга академика Антона Билимовића, Јелена Билимовић, поклонила је 1970. по академиковој жељи његову личну библиотеку САНУ, али је збирка преузета тек 1971. године, када је извршена и тријажа књига. За легат су издвојени радови из математике, радови са посветама, књиге и сепарати из области механике и математике, укупно 1124 монографских публикација и 24 наслова периодике. Овој књижној збирци је додељена сигнатура ПБ 13 и комплетно је доступна у електронском каталогу COBISSANU.

#### Библиотека академика Стјепана Куљбакина (1873–1941) – ПБ 14
Библиотека САНУ је библиотеку покојног Стјепана Куљбакина добила на поклон од његовог сина Михаила Куљбакова, 1982. године. Садржи 38 књига, углавном из области словенске филологије, посебно старословенског језика и палеографије. Доступна је у електронском каталогу COBISSANU на сигнатури ПБ 14.

#### Библиотека Симе Симића (1906–1991) – ПБ 15
Сима Симић, новинар, завештао је своју библиотеку Српској академији наука и уметности 1980. године, а Академија је, по његовој жељи, библиотеку преузела 1986. године. У библиотеци се налази око 10.000 књига, највећим делом из области јужнословенске историје и политике. У електронском каталогу САНУБИБ обрађен је највећи део тог фонда под сигнатуром ПБ 15, а обрада остатка књижне грађе у електронском каталогу COBISSANU је у току.

#### Библиотека академика Миодрага Ибровца (1885–1973) – ПБ 16
Дародавци ове библиотеке су сестричине академика Миодрага Ибровца, Гордана и Слобода Богић. Библиотека академика Ибровца броји 750 наслова, од којих је 120 наслова периодике. Реч је углавном о делима из француске и српске књижевности или студијама о књижевности. САНУ је преузела ову библиотеку 1986. године и фонд је обрађен у електронском каталогу SANUBIB са сигнатуром ПБ 16. Библиотеци САНУ је предат само део његове библиотеке. Књиге на француском језику поклоњене су библиотеци Катедре за романистику на Филолошком факултету Универзитета у Београду.

#### Библиотека Љибивоја Стефановића (1923–1983) – ПБ 17
По лепоти, ексклузивности и значају издваја се посебна библиотека Љубивоја Стефановића, основана 1986. године, као легат Оливере и Велимира Стефановића, супруге и сина Љубивоја Стефановића, чији је предани издавачки рад надмашио границе наше земље. Легат обухвата 59 монографских публикација, међу којима највише има луксузно урађених факсимилних издања: Атлантски кодекс Леонарда да Винчија, цртежи Леонарда да Винчија, Трактат о архитектури Франческа ди Ђорђа, Библија Јурија Далматина из 1584. године итд. Библиотека је обрађена у електронском каталогу SANUBIB под сигнатуром ПБ 17.

#### Библиотека академика Мирослава Пантића (1926–2011) – ПБ 18
Посебна библиотека академика Мирослава Пантића, историчара књижевности и професора универзитета, формирана је 1987. године и обухвата публикације које је академик поклањао Библиотеци САНУ, што су наследници наставили и после његове смрти. Ова библиотечка целина се и даље допуњава новим публикацијама. Фонд библиотеке броји око 5.000 наслова углавном монографске грађе, где најистакнутије место заузимају дела из дубровачке књижевности и студије о њима. Књиге пристигле до 2012. године пописане су и описане у електронском каталогу SANUBIB (2131 наслов), а прилив се редовно обрађује у електронском каталогу COBISSANU. Библиотеци је додељена сигнатура ПБ 18.

#### Библиотека Мирољуба Тодоровића (1940–) – ПБ 19
Посебна библиотека Мирољуба Тодоровића установљена је у Библиотеци САНУ 1988. године. Тај фонд непрекидно се обогаћује новом грађом, што дарованом, што купљеном. Грађу највећим делом чине уметничка и књижевна дела која припадају сигнализму, чији је зачетник и предани пропагатор сам Тодоровић. Та тематска библиотека до сада чува око 1.210 наслова. Књиге пристигле до 2012. године пописане су и описане у електронском каталогу SANUBIB, а књиге које пристижу од 2012. године обрађују се у електронском каталогу COBISSANU, на сигнатури ПБ 19.

#### Библиотека Одбора за народне умотворине – ПБ 20
Библиотечка целина је поклон породице Владана и Светлане Недић и континуирано је допуњавана издањима о фолклору и књижевностима словенских народа до 2003. године. Садржи 368 наслова монографских публикација и периодике који су описани у електронском каталогу SANUBIB под сигнатуром ПБ 20.

#### Библиотека „Српска књига у емиграцији“ – ПБ 21
Ова библиотечка целина настала је 1990. године обједињавањем српских издања штампаних у иностранству која су се налазила у фондовима Библиотеке САНУ, а у циљу израде библиографије српске књижевности у емиграцији. Захваљујући тој активности, САНУ данас располаже најбогатијом и најпотпунијом збирком српске књиге штампане у емиграцији и дијаспори 1941–1991. Броји преко 500 наслова и носи сигнатуру ПБ 21. Обрађена је у лисном каталогу.

#### Библиотека проф. др Бранислава Недељковића (1907–1989) – ПБ 22
Ова лична библиотека уваженог професора права поклон је др Наде Недељковић из Дубровника Српској академији наука и уметности. Књиге су из Дубровника стигле у Библиотеку САНУ 1989. године. Фонд чини преко 3.000 наслова из разних области. Између осталог, збирка садржи велики број издања САНУ, ЈАЗУ, АНУБиХ и обрађена је у лисном каталогу, са сигнатуром ПБ 22.

#### Библиотека Љубомира Никића (1925–1990) – ПБ 23
Књижна заоставштина уваженог библиографа и библиофила Љубомира Никића једна је од највреднијих међу фондовима Библиотеке САНУ. Др Зорица Никић-Божиновић даровала је Библиотеци САНУ јуна 1990. године комплетну библиотеку коју је Никић целога живота брижљиво прикупљао и која броји преко 25.000 јединица библиотечке грађе. Чине је дела из области књижевности, лингвистике, историје, историје уметности, права, црквене историје. Осим тога, део поклона чини и богата фототека. Библиотека је делимично обрађена у електронском каталогу SANUBIB, под сигнатуром ПБ 23.

#### Библиотека Рајка Веселиновића (1912–1987) – ПБ 24
Библиотека САНУ обогатила је своје фондове значајном историјском грађом из области црквене историје када јој је 1990. године поклоњена лична књижна збирка уваженог историчара Рајка Веселиновића. Фонд од око 1.000 јединица монографске грађе и периодике комплетно је пописан и описан у електронском каталогу SANUBIB под сигнатуром ПБ 24.

#### Библиотека академика Васка Попе (1922–1991) – ПБ 25
Збирка представља личну библиотеку академика Васка Попе која је као поклон стигла у Библиотеку САНУ 2002. године, након смрти његове супруге Јованке Сингер Попе. Садржи 3.116 јединица монографске грађе и 223 наслова часописа са 573 појединачна броја. Фонд ове вредне библиотеке, која носи лични печат свог баштиника кроз бројне посвете, чине различита издања дела Васка Попе на српском и на страним језицима, као и дела аутора на француском, енглеском, немачком, румунском и другим језицима. Збирка је комплетно описана и пописана у електронском каталогу SANUBIB на сигнатури ПБ 25.

#### Библиотека Љубомира Дурковића-Јакшића (1907–1997) – ПБ 26
Ову вредну књижну збирку, са преко 8.000 публикација др Љубомир Дурковић-Јакшић, историчар и теолог, поклонио је Библиотеци САНУ крајем 1991. године. Њену посебну вредност представља литература објављена широм света која се односи на живот и рад Петра II Петровића Његоша. Осим тога, библиотека садржи многе публикације посвећене југословенско-пољским односима, као и радове из области библиотекарства и полонистике. Збирка је већим делом пописана и описана у електронском каталогу SANUBIB са сигнатуром ПБ 26.

#### Библиотека академика Душана Недељковића (1899–1984) – ПБ 27
Књижна збирка академика Недељковића приспела је у Библиотеку САНУ 1991. године као поклон његове супруге проф. Марије Недељковић. У њој су претежно заступљена дела из филозофије (марксистичка литература), етнологије као и научни радови академика Недељковића. Фонд ПБ 27 од око 1.600 јединица монографске грађе и периодике највећим делом је пописан и описан у електронском каталогу SANUBIB.

#### Библиотека Андрије Станојевића (1922–?) – ПБ 28
Ова библиотечка целина представља тестаментарни дар грађевинског инжењера и професора шпанског језика и књижевности Андрије Станојевића Библиотеци САНУ, у коју је приспела 1993. године. Поклоњени фонд чине дела на шпанском и француском језику, пре свега речници, углавном енциклопедијског карактера, затим енциклопедије, дела из историје Шпаније и Француске, историје уметности, као и дела из историје француске, шпанске и хиспаноамеричке књижевности. Грађа из ове библиотеке, коју чини 1.050 монографских јединица и 17 наслова периодичних публикација, на сигнатури ПБ 28, обрађена је у електронском каталогу SANUBIB.

#### Библиотека академика Гојка Николиша (1911–1995) – ПБ 29
Књижну заоставштину академика Гојка Николиша, лекара, чине књиге из више научних области – медицине, филозофије, примењених наука, технике, али и књижевности, историје, географије, политичке историје и уметности. Књиге су углавном на српском, енглеском и француском језику. Академик Николиш је библиотеку, са око хиљаду публикација, од чега је 133 периодичних, лично даровао Српској академији наука и уметности 1993. године. Библиотека је пописана у лисном каталогу, а периодика у електронском каталогу SANUBIB. Носи сигнатурну ознаку ПБ 29.

#### Библиотека дописног члана Данила Киша (1935–1989) – ПБ 30
Личну библиотеку Данила Киша поклониле су Библиотеци САНУ његове наследнице Мирјана Миочиновић и Паскал Делпеш. Библиотека је пренета у САНУ 1994. године и смештена је у Сали академика, у орманима који су једнако поклон дародаваца. Тренутно тај фонд броји 1670 наслова, али наследница Мирјана Миочиновић редовно доставља најновија издања Кишових дела, махом преводе. Све књиге су обрађене у електронском каталогу, на сигнатури ПБ 30. Осим књига, у Библиотеци САНУ се чува и радни сто Данила Киша, са његовом писаћом машином и неколико ситних предмета, као и два цртежа Радомира Рељића.

#### Библиотека академика Бранка Ћопића (1915–1984) – ПБ 31
Супруга Бранка Ћопића, Богданка Илић-Ћопић је 1989. године, изјавом воље, основала Задужбину Бранка Ћопића и сву имовину завештала Српској академији наука и уметности. Након смрти Ћопићеве супруге 1994. године, САНУ је наследила целокупну имовину, укључујући и библиотеку са преко 4.000 књига. Рад на сређивању и обради библиотеке Бранка Ћопића започет је у октобру 1996. године у стану Ћопићевих, у Улици Краља Милана. Библиотека је пренета 2003. године у зграду Академије, у собу на првом спрату, која је данас спомен-соба Бранка Ћопића. Ова спомен-соба уређена је по угледу на Ћопићеву радну собу. Библиотеци је додељена сигнатура РВ 31. Укупно има 2.990 сигнатура са 4.559 свезака. Књиге су разврстане у следеће групе: дела Бранка Ћопића, монографије других аутора, серијске публикације, приручници и разно. Пописана је у лисном каталогу, а највећим делом је обрађена и у електронском каталогу COBISSANU.

#### Библиотека Марка Ристића (1904–1982) – ПБ 32
Лична библиотека Марка Ристића пренета је у Библиотеку САНУ 1998. године, на основу уговора између Скупштине града Београда, којој је библиотеку поклонила Маркова супруга Шева, и Српске академије наука и уметности. Уговором је библиотека поверена САНУ на чување, старање, обезбеђење, стручну обраду и коришћење. Библиотека је обрађена у електронском каталогу SANUBIB под сигнатуром ПБ 32. Чува се у спомен-соби на првом спрату Палате САНУ, заједно са Ристићевим радним столом и столицом и писаћим столом његовог деде Јована Ристића. Реч је о највећој, у целини, очуваној приватној библиотеци надреализма и стога је тај легат један од највреднијих у Библиотеци САНУ, са преко 10.000 јединица, међу којима су комплетно прво издање Дидроове енциклопедије у 35 томова, бројна француска надреалистичка издања са посветама аутора, библиофилски примерци те ретка издања часописа.

#### Библиотека академика Миодрага Павловића (1928–2014) – ПБ 33
Библиотечка целина истакнутог песника и есејисте Миодрага Павловића највероватније је формирана 1996. године, од књига које је академик поклонио Библиотеци САНУ да би послужиле као грађа за израду његове библиографије. Садржи 125 наслова, од чега су 114 монографске публикације, а остало је периодика. Фонд чине углавном издања Павловићевих књига на српском и на страним језицима и комплетно је описан у електронском каталогу SANUBIB, под сигнатуром ПБ 33.

#### Библиотека Милана Грола (1876–1952) и Војислава Грола (1911–1987) – ПБ 34
Књиге из ове збирке доспеле су у Библиотеку САНУ као поклон Јелене Грол, удовице Војислава Грола, 1996. године. Вредна књижна заоставштина од 248 наслова садржи публикације из српске и француске књижевности, историје Срба и осталих јужнословенских народа, као и књиге које се баве југословенском идејом и уједињењем. Посебну вредност чине маргиналије, аутографи и посвете аутора Милану Гролу, Мити Ракићу, Љуби Ковачевићу и другима. Библиотека је комплетно описана у електронском каталогу SANUBIB, под сигнатуром ПБ 34.

#### Библиотека академика Момчило М. Ристић (1929–2018) – ПБ 35
Академик Момчило М. Ристић поклонио је део своје личне библиотеке са 1240 наслова Библиотеци САНУ. Књиге су примљене у фонд 1999. године, а до краја 2000. године завршена је њихова обрада у електронском каталогу SANUBIB са сигнатуром ПБ 35. Књиге су углавном из области којом се бави академик М. Ристић, наука о материјалима. Највећи број књига је на страним језицима: руском, немачком, енглеском.

#### Библиотека дописног члана владике Саве Вуковића (1930–2001) – ПБ 36
Епископ шумадијски и дописни члан САНУ Сава Вуковић оставио је Академији своју збирку црквених календара са преко 1.300 јединица, која у фонду Библиотеке САНУ носи сигнатуру ПБ 36. Збирка је комплетно описана и пописана у електронском каталогу SANUBIB, где се налази 287 записа, од чега 11 за монографске публикације а 276 за периодичне. Драгоцена лична библиотека владике Саве налази се у Шумадијској епархији.

#### Библиотека Милана Дединца (1902–1966) – ПБ 37
Ову збирку поклонила је Библиотеци САНУ госпођа Радмила Бунушевац-Дединац, супруга Милана Дединца, 1999. године. Колекција изузетне вредности доспела је у Библиотеку САНУ 2005. године, након смрти госпође Бунушевац-Дединац, а представља личну библиотеку песника Милана Дединца. Уз легат Марка Ристића, ова посебна библиотека садржи најзначајнију грађу за изучавање надреализма. Посебну вредност библиотеци од 3.015 јединица монографске грађе и 189 наслова часописа дају бројни аутографи, потписи и посвете. Библиотека је комплетно обрађена у електронском каталогу COBISSANU, под сигнатуром ПБ 37.

#### Библиотека академика Динка Давидова (1930–2019) – ПБ 38
Академик Динко Давидов од 2011. године редовно је поклањао књиге из своје личне библиотеке за фонд Библиотеке САНУ, где се те књиге чувају као засебна целина на сигнатури ПБ 38. Реч је углавном о књигама из области историје уметности, уметности уопште, историје, књижевности и опште културе. Многи примерци садрже посвете аутора академику Давидову. Библиотека има 480 наслова и сви су обрађени у електронском каталогу.

#### Библиотека „Голи оток“ – ПБ 39
Академик Драгослав Михаиловић поклања од 2015. године наслове за израду библиографије о логору за политичке затворенике на Голом отоку 1949–1956. Тако је формирана ова библиотечка целина, која је обрађена у електронском каталогу COBISSANU на сигнатури ПБ 39.

#### Библиотека академика Борислава Јовановића – ПБ 40
Стручна библиотека академика Борислава Јовановића доспела је 2017. године у Библиотеку САНУ као поклон његове супруге Катарине Јовановић и ћерке Тамаре Јовановић Шљукић.
Ова књижна збирка садржи 291 јединицу монографске грађе и 109 сепарата (укључујући 31 рад академика Борислава Јовановића). Легат обухвата и 70 чланака академика Борислава Јовановића који су аналитички обрађени у електронском каталогу COBISSANU. Такође, збирку чине и 3 наслова часописа са 4 појединачна броја.
Библиотека академика Борислава Јовановића вредна је књижна збирка за све проучаваоце археологије, келтологије и археометалургије, научне гране коју је код нас утемељио академик Јовановић. О његовом научном статусу говоре престижне публикације у којима је своје радове објављивао као и бројне посвете на страницама стручне литературе добијене од колега из целог света. Збирка је комплетно доступна у електронском каталогу COBISSANU.

### Библиотека Вука Стефановића Караџића
У Библиотеци Српске академије наука и уметности налази се лична библиотека Вука Караџића која се састоји од 49 наслова (55 књига). То је све што је сачувано од Вукових личних књига. Вук је у Беч дошао са двадесетак књига, а када је умро, у његовој библиотеци налазило се око 1300 наслова. Средином деветнаестог века то је била богата приватна билиотека. После Вукове смрти највећи број књига продао је његов син Димитрије Академији наука у Петрограду. Део библиотеке, који је из Беча донет у Београд 1894. године, састојао се од око 360 наслова: око 60 рукописа од 14. до 19. века, писма и друга документа из српске прошлости, око 30 карата, атласа и скица, око 60 литографија, затим штампане књиге с краја 15. века (ободска штампа), 20 србуља, око 50 књига из 18. века. Највредније књиге и рукописи предати су Народној библиотеци; наслови, који су постојали у више примерака, предани су Државној штампарији, библиотекама и књижарама; књиге које је Вук написао и оне које говоре о њему дате су Народном музеју за Вукову собу, а оне са Вуковим записима дате су Вуковом одбору који је требало да се бави проучавањем Вуковог дела. Од свих књига из Вукове личне библиотеке сачувано је само 49 наслова (55 примерака) књига у Библиотеци САНУ, затим Српски рјечник из 1852. године, који се налази у Архиву САНУ, део овог истог Рјечника је у Вуковом и Доситејевом музеју а Галетијев географски приручник, који је раније припадао Географском заводу, у Народној библиотеци.

### Фототека
У оквиру Библиотеке налази се и фототека са приближно 10.000 фотографија, већином портрета чланова Академије и друштава која су јој претходила. Поред портретних, у фототеци се могу наћи и групне фотографије чланова Академије, зграде Академије, као и нешто мањи број фотографија значајних личности, углавном српске културне и политичке историје 19. и 20. века. Највећи део збирке за период 1841–1947. чине репринти старих фотографија. Организованим фотографисањем чланова, за које је Академија ангажовала мајсторе фотографије Драгољуба Кажића и Драгана С. Танасијевића, настала је колекција од око 300 ауторских, уметничких портрета, урађених у црно-белој техници, формата 13 × 18 cm. Мањи део колекције објављен је у два каталога, Каталогу фототеке САНУ 1841–1947 и Каталогу фототеке САНУ 1948–2000. Део збирке који је представљен у тим каталозима доступан је и у електронском облику.

## Трибина Библиотеке САНУ
Трибина Библиотеке САНУ основана је да приказује јавности нове књиге чланова САНУ, нова издања САНУ и њених института, из свих области наука и уметности. Први уредник Трибине био је академик Никша Стипчевић, управник Библиотеке САНУ од 1991. до 2011. године. Од октобра 2011. године уредник Трибине је академик Миро Вуксановић, управник Библиотеке. Годишњак Трибине редовно излази од 2013. године.

## Изложбе у Библиотеци САНУ
Стална изложба на улазу у Библиотеку обухвата кратак приказ изабраних најстаријих и уникатних издања из збирке Библиотеке САНУ, као и књиге и предмете из неких од легата који се такође чувају у Библиотеци.
Од отварања реновиране Библиотеке САНУ марта 2017. године, новина су и камерне изложбе поводом јубиларних годишњица рођења преминулих чланова, од Српског ученог друштва до данашње Српске академије наука и уметности, као и изложбе које тематски прате научне скупове, трибине, предавања, конференције и друге догађаје у САНУ.
Изложбе се смењују сваког месеца а могу се посетити радним данима од 8 до 20 часова у Библиотеци САНУ.
У холу Библиотеке редовно се излажу најновија издања САНУ, као и избор најновијих и најзначајнијих наслова које је Библиотека набавила разменом са сродним установама и институцијама у иностранству.

## Издавачка делатност
Библиотека САНУ припрема, уређује и објављује библиографије чланова САНУ, специјалне библиографије, прегледе издања САНУ, каталоге својих фондова, годишњак Трибине и друга издања. Уредник издања Библиотеке САНУ је њен управник.

## Документација о члановима
У Библиотеци САНУ се прикупља документација о свим члановима САНУ од 1841. године до данас. Документација обухвата податке о члановима, од фотографије и потписа, преко реферата за избор у чланство, до биографије и библиографије.
У документацији се чува и литература о члановима као и друга документација у вези са њиховим животом и радом. На основу тих података могуће је припремити различите публикације и текстове о САНУ и њеним члановима.
Та грађа је доступна корисницима у просторијама Библиотеке САНУ.